# Katar

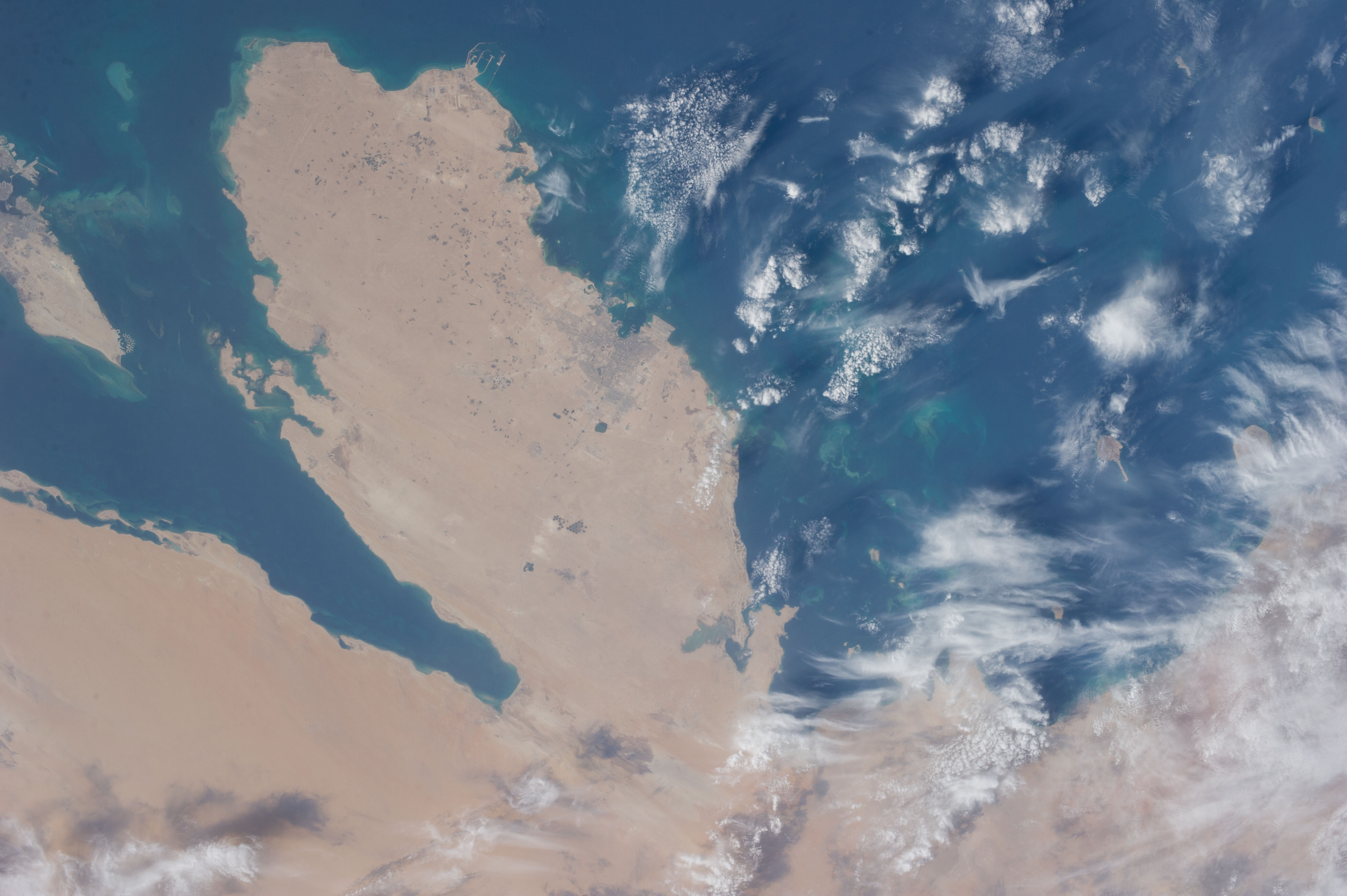
Satellitenaufnahme von Katar, 2013

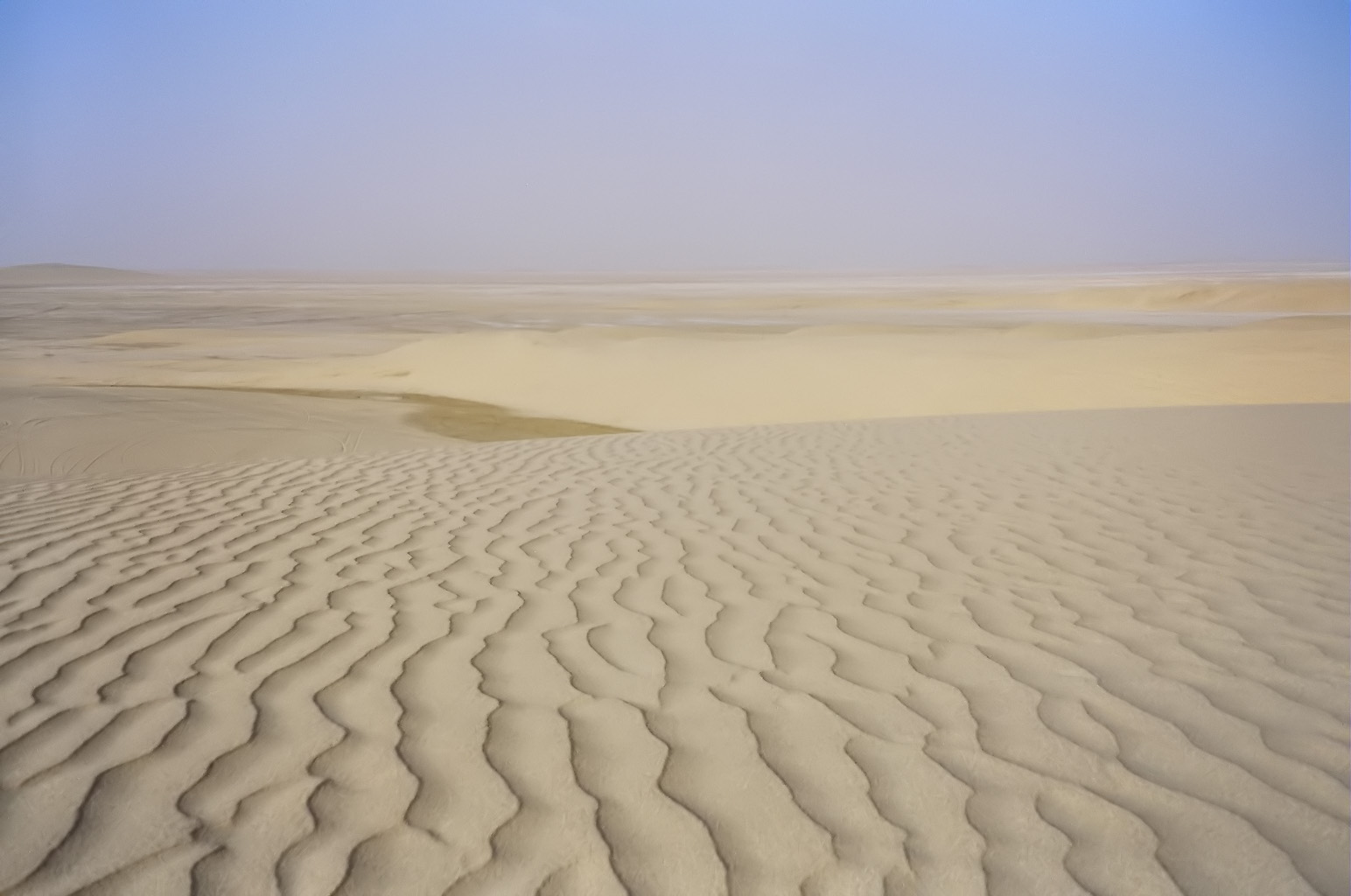
Wüstenlandschaft in Katar

Katar (arabisch قطر Qatar, DMG Qaṭar [ˈqɑtˤɑr], im lokalen Dialekt (Golf-Arabisch) Qiṭar [ˈɡɪtˤɑr], im Arabischen auf der ersten Silbe betont, amtlich Staat Katar) ist ein Emirat in Vorderasien und liegt an der Ostküste der Arabischen Halbinsel am Persischen Golf.
Das Land besteht zum Großteil aus einer Halbinsel, die im Süden an Saudi-Arabien grenzt. Vor der Küste im Nordwesten liegt das Königreich Bahrain. Das Staatsgebiet schließt einige Inseln ein. Von Süden nach Norden dehnt sich das Land rund 180 Kilometer, von Westen nach Osten 80 Kilometer aus. Das gesamte Staatsgebiet ist eine Wüste ohne ganzjährige Gewässer und fast ohne Vegetation. Rund 80 % der Bevölkerung Katars leben in der Hauptstadt Doha und deren Vororten.
Katar hat den zweithöchsten Anteil von Einwanderern weltweit. Von den rund dreieinhalb Millionen Einwohnern sind nur rund zehn Prozent Staatsangehörige Katars. Die große Mehrheit der Bevölkerung sind Arbeitsmigranten ohne permanente Aufenthaltserlaubnis. Katar hat die weltweit höchste Quote an Arbeitsmigranten. Aufgrund der mehrheitlich süd- und südostasiatischen Herkunft dieser Arbeiter machen allein Südasiaten über die Hälfte aller Einwohner Katars aus. Da die Arbeiter größtenteils männlich sind, besitzt Katar zudem den weltweit höchsten Anteil von Männern an der Landesbevölkerung.
Katar erlangte im Jahre 1971 seine vollständige Unabhängigkeit vom Vereinigten Königreich. Seitdem ist die Staatsform die absolute Monarchie, die Staatsreligion ist der Islam und die Scharia gilt als eine Hauptquelle der Gesetzgebung. Die Menschenrechtslage im Land gilt als kritisch, besonders die Niedriglohnmigranten werden häufig menschenunwürdig behandelt und befinden sich teilweise in moderner Sklaverei.
Die katarische Regierung wird in den letzten Jahrzehnten außerdem wegen ihrer Unterstützung der Muslimbrüder und anderer radikalislamischer Gruppen sowie Terrororganisationen wie der Hamas kritisiert. Dies führte zur Katar-Krise 2017 bis 2021, während der Katar von einigen Ländern der arabischen Welt boykottiert wurde.

## Geographie

### Topographie/Oberfläche
Salzsümpfe und Wüstenstreifen trennen Katar vom Rest der arabischen Halbinsel. Die Salzpfannen – Sabcha – auf Meeresniveau sind Relikte aus der Zeit, als Katar noch eine Insel war. Erst durch eine leichte Hebung des Landes entstand die Verbindung zum arabischen Festland. Aus diesen Sümpfen steigt nach Norden das sanft gewellte Hügelland empor, das für ganz Katar prägend ist. Mit 103 Metern ist der Berg Qurain Abu l-Baul in Katars Süden der höchste Punkt Katars. Nach Osten fällt das Land sanft zum Meer ab. Das überwiegend flache Land ist von Geröll- und Kieswüste geprägt. Sanddünen kommen nur vereinzelt vor, meist an der Küste im äußersten Südosten. Die Küste wird von mehreren langgestreckten Buchten gegliedert. Besonders an der Ostseite sind zahlreiche Korallenriffe vorgelagert.
Das Grundwasser hat einen hohen Salzgehalt; Trinkwasser wird in Meerwasserentsalzungs-Anlagen gewonnen. Im Südosten befindet sich die Meereslagune Chaur al-Udaid.

### Klima
Mit dem geringen Jahresniederschlag von unter 100 mm gehört Katar zu den trockensten Landschaften der Erde. Aufgrund der Nähe zum Persischen Golf ist das Klima ganzjährig schwül, subtropisch und heiß. Die Luftfeuchtigkeit liegt je nach Monat zwischen 40 und 70 %. Im Sommer sind Temperaturen von 45 °C keine Seltenheit, im Winter sinken sie auf durchschnittlich 17 °C. Allerdings sind gerade in den letzten Wintern auch Temperaturen unter 10 °C häufiger vorgekommen. Oft weht der trocken-staubige Nordwestwind Schamal.
Mit Blick auf Naturkatastrophen wie Vulkanausbrüche, Wirbelstürme, Erdbeben, Dürren und den Anstieg des Meeresspiegels gilt Katar als eines der sichersten Länder der Welt. Im Weltrisikobericht 2024 wies es unter 193 untersuchten Ländern ein sehr geringes Katastrophenrisiko auf; es lag auf dem neunten Platz.

### Flora und Fauna
Katar ist vielerorts unfruchtbarer als die anderen arabischen Wüstenstaaten. Nur im Norden, wo die Niederschläge etwas häufiger sind, wachsen Wüstenhyazinthen, Palmen und Dornbüsche. Nach dem seltenen Regen sprießen Gräser und Kräuter, treiben in sehr kurzer Zeit Blüten und Früchte und verdorren wieder. In den Salzpfannen wachsen spärliche salzliebende Gräser und Sträucher (Halophyten).
Nur wenige Tierarten – Wüstenspringmäuse, Igel, Geckos und Warane – können unter den extremen Lebensbedingungen der Wüste existieren. Zugvögel rasten im Winter an der nördlichen Küste. In Katar sind etwa 30 Vogelarten heimisch. Für die gefährdeten Oryxantilopen wurde südlich von Doha ein Wildpark errichtet. Die Gewässer des Persischen Golfes sind sehr fischreich. Gelegentlich sind Pottwale, Delfine und die vergleichsweise seltenen Seekühe zu finden. An der Nordküste befinden sich westlich von Ras Laffan Eiablagestrände von Meeresschildkröten.
Im Wildpark al-Wabra leben 50 der 80 in menschlicher Obhut lebenden Spixaras.

### Städte
Im Jahr 2023 lebten 99 Prozent der Einwohner Katars in Städten. Die größten Städte sind laut Zensus 2020:
- Doha (Ad-Dawhah) mit 872.048 Einwohnern
- ar-Rayyan mit 799.933 Einwohnern
- ad-Dawhah al-Mintaqat as-Siny'yah mit 313.754 Einwohnern
- Umm Salal Muhammad mit 149.701 Einwohnern
- al-Wukair mit 134.481 Einwohnern
- al-Wakra mit 94.272 Einwohnern
- al-Khawr mit 91.585 Einwohnern
- ad-D'ayan/Al-Khisah mit 91.247 Einwohnern
- Rawdat Rashid mit 74.576 Einwohnern

## Bevölkerung

### Demografie

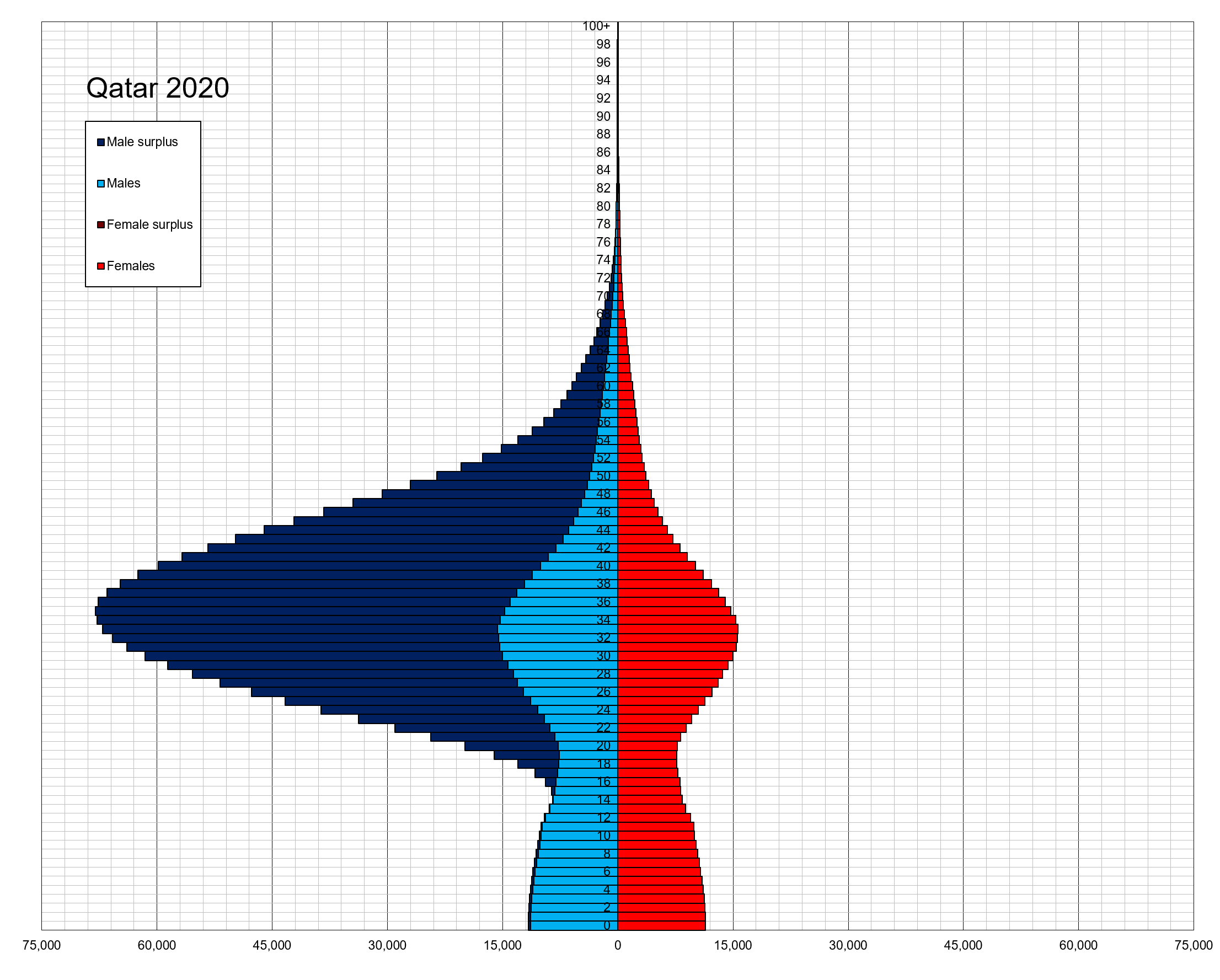
Bevölkerungspyramide Katar 2016:
Katar hat durch die Gastarbeiter im Land einen hohen Männerüberschuss.

Die Bevölkerung Katars wuchs in den letzten Jahrzehnten weltweit als eine der schnellsten. Aufgrund einer relativ hohen Geburtenrate und starker Einwanderung ist die Einwohnerzahl Katars von ca. 50.000 im Jahr 1950 auf 3,6 Millionen Einwohner im Jahr 2025 gewachsen. Das durchschnittliche jährliche Bevölkerungswachstum betrug + 0,8 %. Zum Bevölkerungswachstum trug ein Geburtenüberschuss (Geburtenziffer: 9,1 pro 1000 Einwohner vs. Sterbeziffer: 1,1 pro 1000 Einwohner) bei. Die Anzahl der Geburten pro Frau lag 2022 statistisch bei 1,8, die der Region Naher Osten und Nordafrika betrug 2,6. Die Lebenserwartung der Einwohner Katars ab der Geburt lag 2022 bei 81,6 Jahren. Der Median des Alters der Bevölkerung lag im Jahr 2021 bei 33 Jahren. Im Jahr 2023 waren 15,7 Prozent der Bevölkerung unter 15 Jahre, während der Anteil der über 64-Jährigen 1,6 Prozent der Bevölkerung betrug.
| Jahr | Einwohner | Anteil Katarer | Jahr | Einwohner | Anteil Katarer |
| ---- | --------- | -------------- | ---- | --------- | -------------- |
| 1950 | 47.000    |                | 1997 |           | 28 %           |
| 1960 | 59.000    |                | 2004 | 744.000   | 24 %           |
| 1970 | 111.000   | 40 %           | 2005 | 863.051   |                |
| 1978 | 201.000   |                | 2008 | 928.635   |                |
| 1986 | 369.000   |                | 2010 | 1.699.435 |                |
| 1996 | 658.000   |                | 2020 | 2.760.000 |                |
|      |           |                | 2024 | 3.593.649 |                |

### Bevölkerungsstruktur und Migration
Die Bevölkerungszusammensetzung ist aufgrund der vielen Ausländer ethnisch äußerst vielfältig. Im Jahr 2019 waren nur etwa 10,5 % der Bevölkerung katarische Staatsangehörige. 56 % der Bevölkerung stammte aus Südasien (Indien, Bangladesch, Nepal, Pakistan oder Sri Lanka). Nichtkatarische Araber machten ebenfalls einen bedeutenden Teil der Bevölkerung aus, darunter 300.000 (9,35 %) Ägypter, 60.000 (1,9 %) Sudanesen sowie die syrische, jordanische und libanesische Diaspora mit jeweils etwa 40.000 bis 55.000 Migranten, also zusammen rund 5 % der Bevölkerung. Es gab auch zahlreiche Einwanderer aus anderen arabischen Staaten in Katar. Expats aus westlichen Ländern bildeten ebenfalls eine bedeutende Minderheit, darunter 40.000 (1,25 %) US-Amerikaner, 22.000 (0,7 %) Briten, 9.200 (0,3 %) Kanadier und Zehntausende Australier und EU-Bürger, darunter auch 1.800 Deutsche. Die große Gemeinschaft der Filipinos umfasste 236.000 Menschen, also 7,35 % der Bevölkerung, und es gab auch zahlreiche Bürger anderer südostasiatischer Länder im Land. Es wohnten auch etwa 30.000 (1 %) Iraner und 10.000 (0,3 %) Türken in Katar. Rund 30.000 Kenianer (1 %) und andere Subsahara-Afrikaner bildeten ebenfalls eine erkennbare Minderheit. In der ostasiatischen Gemeinschaft gab es unter anderem bis zu 10.000 (0,3 %) Chinesen und 2.000 Südkoreaner in Katar. Der Rest der Bevölkerung stammte aus der ganzen Welt.
Weil die meisten Ausländer männlich sind, hat Katar das unausgeglichenste Geschlechterverhältnis weltweit. Im Jahr 2016 kamen auf jede Frau in Katar 3,4 Männer.
Die Vermögensverteilung ist nicht gleichmäßig. Ausländer haben weniger Rechte als katarische Staatsbürger (Tribalismus). Diese arbeiten überwiegend beim katarischen Staat, von dem sie hohe Einkommen beziehen, oder als Unternehmer und stehen an der Spitze der sozialen Hierarchie. Sie erhalten hohe staatliche Leistungen, auf die Ausländer meistens keinen Anspruch haben. Viele Ausländer in Katar, zum Beispiel aus dem Westen, den arabischen Ländern, der Türkei, dem Iran und Ostasien arbeiten in Berufen mit mittlerem bis hohem Einkommen. Ihre Hauptmotivation, in Katar zu arbeiten, sind die hohen Gehälter und die Nichterhebung von Einkommensteuern.
Auswanderer aus dem Westen wohnen oft im relativ liberalen nördlichen Teil des Großraums Doha, einschließlich West Bay, West Bay Lagoon, The Pearl oder Lusail, aber auch oft in sogenannten „Villa compounds“, die in der Hauptstadt Doha oft zu finden sind. Viele Angestellte ausländischer Herkunft leben mit ihren Ehepartnern und Kindern in Katar, und viele dieser Kinder besuchen Privatschulen mit dem Lehrplan ihres Heimatlandes, darunter die Deutsche Internationale Schule Doha. Auf Privatschulen, die hauptsächlich von Migrantenkindern besucht werden, gehen laut amtlicher Statistik 196.000 Schüler, während 122.000 Kinder im staatlichen Schulsektor unterrichtet werden.
Südostasiaten, vor allem Filipinos, arbeiten meist im Dienstleistungssektor, etwa in Hotels und Restaurants. Viele Südostasiatinnen arbeiten als Hausangestellte. Die oft schlechte Behandlung dieser Hausangestellten sowie auch anderer Niedriglohnmigranten hat für internationale Kritik gesorgt. Die Niedriglohnmigranten, die meistens aus Süd- und Südostasien und Afrika kommen, arbeiten unter anderem als Bauarbeiter, Hausangestellte, Sicherheitspersonal oder Reinigungskräfte. Sie sind auch diejenigen, die die Infrastruktur für die Fußball-Weltmeisterschaft 2022 aufgebaut haben. Ein großer Teil von ihnen lebt in Sammelunterkünften außerhalb der Hauptstadt Doha. Arbeitsmigranten aus Süd- und Südostasien und Afrika arbeiten zwar oft im Niedriglohn- und Dienstleistungssektor. Dies ist jedoch nicht immer der Fall und Arbeitsmigranten aus diesen Ländern sind in allen Sektoren in Katar zu finden, auch in Jobs mit mittlerem bis hohem Einkommen. Manchmal leben sie auch mit ihren Familien in Katar.
Ausländer in Katar, deren Arbeitsvertrag gekündigt wird oder ohne Verlängerung ausläuft, müssen das Land verlassen, wenn sie keinen andere Anstellung finden, und es gibt keinerlei Arbeitslosengeld für Ausländer. Daher ist die Arbeitslosenquote für Ausländer in Katar gering.

### Sprachen
Die Amtssprache ist Arabisch. Englisch spielt eine wichtige Rolle, insbesondere in der Kommunikation zwischen den Ethnien und im Umgang mit dem Ausland (Handel, Medien). Aufgrund der hohen Zahl von Migranten in Katar sind Malaiisch, Belutschi, Indonesisch, Hindi, Persisch, Malayalam, Singhalesisch, Tagalog, Urdu und Nepali ebenfalls verbreitet.

### Religion
Der Islam ist Staatsreligion und die meisten Bürger sind sunnitische Wahhabiten, während der Rest Schiiten sind. Unter Ausländern ist der sunnitische Islam die wichtigste Religion. Zusammen mit den katarischen Bürgern machen Muslime etwa 65,2 % der katarischen Bevölkerung aus. Der Anteil der Hindus liegt bei etwa 15,9 %, der Christen bei 13,7 % und der Buddhisten bei etwa 3,8 %. Die restlichen 1,4 % der Bevölkerung glauben an andere Religionen, einschließlich Volksreligionen, oder sind areligiös. Es gibt auch eine kleine Anzahl ausländischer Juden, die in Katar leben. Die einheimische Gesellschaft Katars ist streng islamisch geprägt. Die Mehrheit der Einheimischen hängt dem orthodoxen sunnitisch-wahhabitischen Islam an. Die Regeln des Landes wurzeln hauptsächlich in einem konservativen Islam. So ist homosexueller Geschlechtsverkehr verboten.
In Katar stehen Alkoholkonsum und Trunkenheit in der Öffentlichkeit unter Strafe bzw. sind verboten. Alkoholische Getränke werden nur an Nicht-Muslime über 21 Jahren in lizenzierten Restaurants, Bars und in ausgewählten, hochpreisigen Hotels ausgeschenkt. Es gibt einen Spirituosenladen in Katar, der nur für nicht-muslimische Einwohner zugänglich ist.
Laut einer Studie aus dem Jahr 2010 sind 67,7 % der Bevölkerung des Landes Muslime; Christen und Hindus machen jeweils 13,8 % der Bevölkerung aus, 3,1 % waren Buddhisten, 0,9 % gehörten keiner Religionsgemeinschaft an und 0,7 % waren Angehörige einer anderen Religion. Nahezu alle Nichtmuslime in Katar sind Ausländer.
Der Staat erlaubt die Gründung von Kirchen. Seit 2019 gibt es in Katar acht Kirchen. Alle wurden auf Wunsch der großen christlichen Expat-Gemeinschaft eröffnet. Für die anderen großen migrantischen Religionsgemeinschaften in Katar, wie für Hindus oder Buddhisten, sind keine offiziellen Gotteshäuser bekannt. In Katar gibt es einen hinduistischen Tempel. Er wird jedoch nicht staatlich anerkannt. Nur der Islam und das Christentum sind staatlich anerkannt und andere Religionen haben Schwierigkeiten, Gotteshäuser zu bauen.

### Sozialfürsorge
Als Staat mit einem der höchsten Pro-Kopf-Einkommen der Welt besitzt Katar ein sehr gutes soziales Fürsorgesystem. Hilfsbedürftige erhalten feste monatliche Bezüge. Die gesundheitliche und medizinische Versorgung ist gut und steht kostenlos zur Verfügung. Es besteht eine allgemeine Schulpflicht, der Schulunterricht ist auf allen Ausbildungsstufen in den katarischen Regelschulen kostenlos, in den zahlreichen Privatschulen jedoch kostenpflichtig. Bürger genießen steuerfreie Einkommen (wie alle Einwohner), garantierte hochbezahlte Regierungsjobs, kostenlose Hochschulbildung, günstige Kredite, finanzielle Unterstützung für Jungvermählte, Wohngeld, Mutterschaftsgeld, Arbeitslosengeld, kostenloses Wasser und Strom, üppige Altersvorsorge und vieles mehr. Der Staat gibt die überwiegende Zahl der staatlichen Leistungen nur an katarische Bürger. Auf diese Weise genießt die herrschende Elite große Loyalität und Unterstützung. Für Ausländer ist es so gut wie unmöglich, Katarer zu werden. Ausländer haben Anspruch auf eine öffentliche Krankenversicherung, wenn sie jährlich 100 Riyal für eine Gesundheitskarte bezahlen. Ausländerkinder können öffentliche Schulen kostenlos besuchen, wenn die Eltern im öffentlichen Dienst arbeiten, ansonsten fallen geringe Schulgebühren an.

### Bildung
Die 1973 gegründete Qatar University in Doha folgt angelsächsischen Mustern: In sechs Colleges können Bachelor- und Mastergrade erworben werden. Eine Besonderheit im Vergleich zu Hochschulen in westlichen Ländern ist, dass nebeneinander sowohl das westliche Rechtswesen als auch das islamische Recht (wie unter anderem die Scharia) sowie die historischen islamischen Studien betrieben werden können. Im Studienjahr 2013/2014 hatte die Universität ca. 15.000 Studenten. In Education City wurden in Katar sechs „Ableger“ namhafter amerikanischer Universitäten gegründet und seit dem Jahr 2002 betrieben. In Katar besuchen mehr Frauen als Männer die Universität. So hatte Qatar University unter den 7660 Studenten im Wintersemester 2005/2006 mit ca. 70 % einen vergleichsweise hohen Frauenanteil. Dies liegt möglicherweise daran, dass Männer es im Vergleich zu Frauen leichter haben, Armee- oder Geschäftspositionen (die keinen Hochschulabschluss benötigen) zu bekommen. Auch studieren viele junge Männer im Ausland; jungen Frauen wird dies von ihren Familien aus kulturellen Gründen seltener erlaubt.
Im Jahr 2015 betrug die Alphabetisierungsrate 97,8 %.

### Gesundheit
Die Gesundheitsausgaben des Landes betrugen im Jahr 2021 2,9 % des Bruttoinlandsprodukts. Im Jahr 2018 praktizierten in Katar 25 Ärztinnen und Ärzte je 10.000 Einwohner. Die Sterblichkeit bei unter 5-jährigen betrug 2022 5,2 pro 1000 Lebendgeburten. Die Lebenserwartung der Einwohner Katars ab der Geburt lag 2022 bei 81,6 Jahren (Frauen: 83,1, Männer: 80,6). Die Lebenserwartung stieg von 74,8 Jahren im Jahr 2000 bis 2022 um 9 %.

## Geschichte

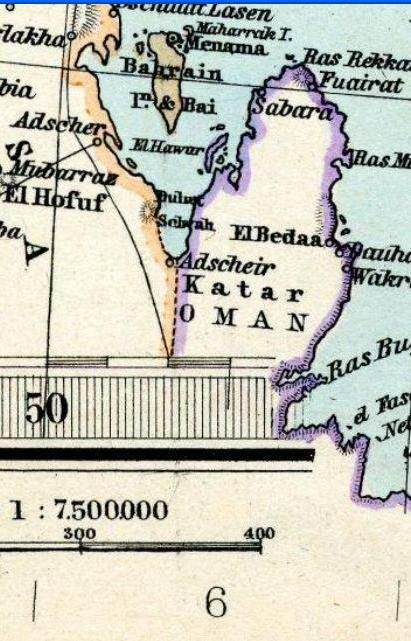
Katar auf der Karte von Adolf Stieler (1891)

Das Gebiet des heutigen Emirats Katar wies in früheren Jahrtausenden eine reichhaltigere Vegetation auf und war seit der Steinzeit besiedelt. Im 5. Jahrtausend v. Chr. erlebte es eine Blütezeit. Klimaveränderungen führten zum Entstehen der heutigen Wüstenlandschaft und der Abwanderung der Bevölkerung. In den folgenden Jahrtausenden war die Region nur sporadisch besiedelt.
Im 5. Jahrhundert n. Chr. hielt das Christentum Einzug. Mit Ankunft des Islams verschwand es aber zwei Jahrhunderte später fast völlig. 628 n. Chr. schlossen sich die Bewohner Katars dem Propheten Mohammed an und traten zum Islam über.
Auch in der Folgezeit hatte das Land wegen Wassermangels kaum Bedeutung. Von sporadischen Handelssiedlungen an der Küste abgesehen war das Land nur von Beduinen bewohnt. Um 1760 zogen nomadisierende Beduinenstämme von ihren angestammten Weidegebieten im Inneren der arabischen Halbinsel in das Gebiet Katars. Zu diesen Beduinen gehörte auch die Sippe Al Thani, die das Dorf al-Bid gründete, das heutige Doha. Scheich Muhammad Al Thani gewann allmählich die Macht über die Wüstenhalbinsel und wurde zum Begründer der heutigen Dynastie. Die folgenden 100 Jahre waren durch Machtkämpfe mit der Sippe der Al Chalifa gekennzeichnet, die aus dem heutigen Kuwait auf die Halbinsel eindrang und die Siedlung az-Zubara gründete. 1783 gelang den Al Chalifa die Eroberung von Bahrain, woraufhin sich ein Großteil des Stammes auf dieser Insel niederließ.
Ende des 18. Jahrhunderts fielen saudische Wahhabiten, Anhänger einer streng orthodoxen islamischen Sekte, auf der Halbinsel ein und eroberten zeitweilig al-Bid. Seit dieser Zeit bestehen enge Bindungen zu Saudi-Arabien.
Bis weit in die 1850er Jahre war die Küste von Katar wie die der heutigen Vereinigten Arabischen Emirate als „Piratenküste“ bekannt. Das Eingreifen der britischen Ostindien-Kompanie, die ihre Handelswege nach Indien bedroht sah, bereitete der Seeräuberei ein Ende. 1867 kam es zwischen den Al Thani und den Al Chalifa von Bahrain erneut zu einem heftigen Kampf um die Herrschaft in Katar. Das Vereinigte Königreich intervenierte und erzwang einen Frieden. Mit Vertrag vom 18. Dezember 1878 geriet das Land unter britischen Einfluss. Die Al Thani erklärten sich bereit, die Interessen der Briten zu bewahren und als deren Partner zu fungieren, während Großbritannien im Gegenzug als Schutzmacht der Al Thani auftrat und die Unabhängigkeit Katars von Bahrain bestätigte. Zugleich wurden die neun Beduinen-Stämme Katars, symbolisiert durch neun Speerspitzen in der katarischen Flagge, unter Vorherrschaft der Al Thani als stärkste Kraft vereinigt. Der 18. Dezember wurde am 21. Juni 2007 per Dekret des damaligen Kronprinzen und Thronfolgers Scheich Tamim bin Hamad Al Thani zum gesetzlichen Feiertag (Nationalfeiertag) erklärt.
In der zweiten Hälfte des 19. Jahrhunderts erhoben die Osmanen Anspruch auf Katar und besetzten Teile des Landes. Daraufhin wandte sich Qasim Al Thani mit einem Hilfsersuchen an die Wahhabiten. Im Jahr 1913 schritt das Vereinigte Königreich erneut ein, um den osmanischen Einfluss und den der Wahhabiten zu unterdrücken. 1915 mussten die letzten osmanischen Truppen das Land verlassen. In der Folgezeit setzte Großbritannien seine politischen und wirtschaftlichen Interessen durch.
Die ersten Erdölvorkommen wurden 1939 entdeckt, wodurch die Ölförderung bald das neue wirtschaftliche Standbein Katars wurde. In der Folgezeit ging mit dem wachsenden Reichtum eine tiefgreifende Modernisierung im Staat und in der Wirtschaft vor sich. Als Ende der 1960er Jahre die Briten den Abzug der Truppen „östlich von Sues“ für 1971 ankündigten, proklamierte Katar am 3. September 1971 seine Unabhängigkeit und lehnte damit, wie Bahrain, einen Anschluss an die Vereinigten Arabischen Emirate ab; ein Freundschaftsvertrag wurde mit dem Vereinigten Königreich geschlossen. Auch nahmen die Scheichs von Katar nun den Titel eines Emirs an. Im selben Jahr wurde mit dem Nord-Feld das größte Erdgasfeld der Welt entdeckt.
Im Jahre 1972 wurde Emir Ahmad ibn Ali von Chalifa ibn Hamad (1972–1995) gestürzt; dieser bemühte sich in der Folgezeit verstärkt um die wirtschaftliche Entwicklung des Landes und die Ansiedlung von Industrie. Die absolute Herrschaft der Dynastie blieb bestehen. Im Jahre 1974 wurden alle Erdöl- und Erdgasgesellschaften verstaatlicht. 1981 wurde mit Oman, den Vereinigten Arabischen Emiraten, Bahrain, Saudi-Arabien und Kuwait der Golf-Kooperationsrat gegründet.
Im Jahre 1995 wurde Chalifa ibn Hamad von seinem Sohn Hamad ibn Chalifa gestürzt, der mit der Einleitung von Reformen begann. Seit 1998 ist Katar der Sitz des Hauptquartiers der US-Truppen im Nahen Osten und war auch die Kommandozentrale im Irakkrieg im März 2003. Seit dem 25. Juni 2013 ist Tamim bin Hamad Al Thani, der zweite Sohn des ehemaligen Emirs Hamad ibn Chalifa, Emir von Katar.
Anfang Juni 2017 brachen Ägypten, Bahrain, Saudi-Arabien und die Vereinigten Arabischen Emirate die diplomatischen Beziehungen zu Katar ab und erklärten alle Landes-, Luft- und Seegrenzen für geschlossen. Als Grund nannten sie, Katar habe Terrorismus unterstützt. Auch die Regierungen Jemens, Libyens, der Malediven und von Mauritius erklärten, dass sie ihre Beziehungen zu Katar aufgeben.
Die Türkei stellte sich auf die Seite Katars und schickte ein kleines Kontingent von Soldaten und gepanzerten Fahrzeugen ins Land. Im Juni 2017 warf US-Präsident Donald Trump Katar vor, es sei seit Jahren ein Finanzier von Terrorismus. Wenige Tage später unterzeichneten US-Verteidigungsminister James N. Mattis und der katarische Verteidigungsminister einen lange vorbereiteten Kaufvertrag über 36 F-15-Kampfjets. Katar zahlt dafür zwölf Milliarden US-Dollar.
Die Krise endete im Januar 2021; die diplomatischen Beziehungen wurden wiederhergestellt.

## Politik

### Politisches System

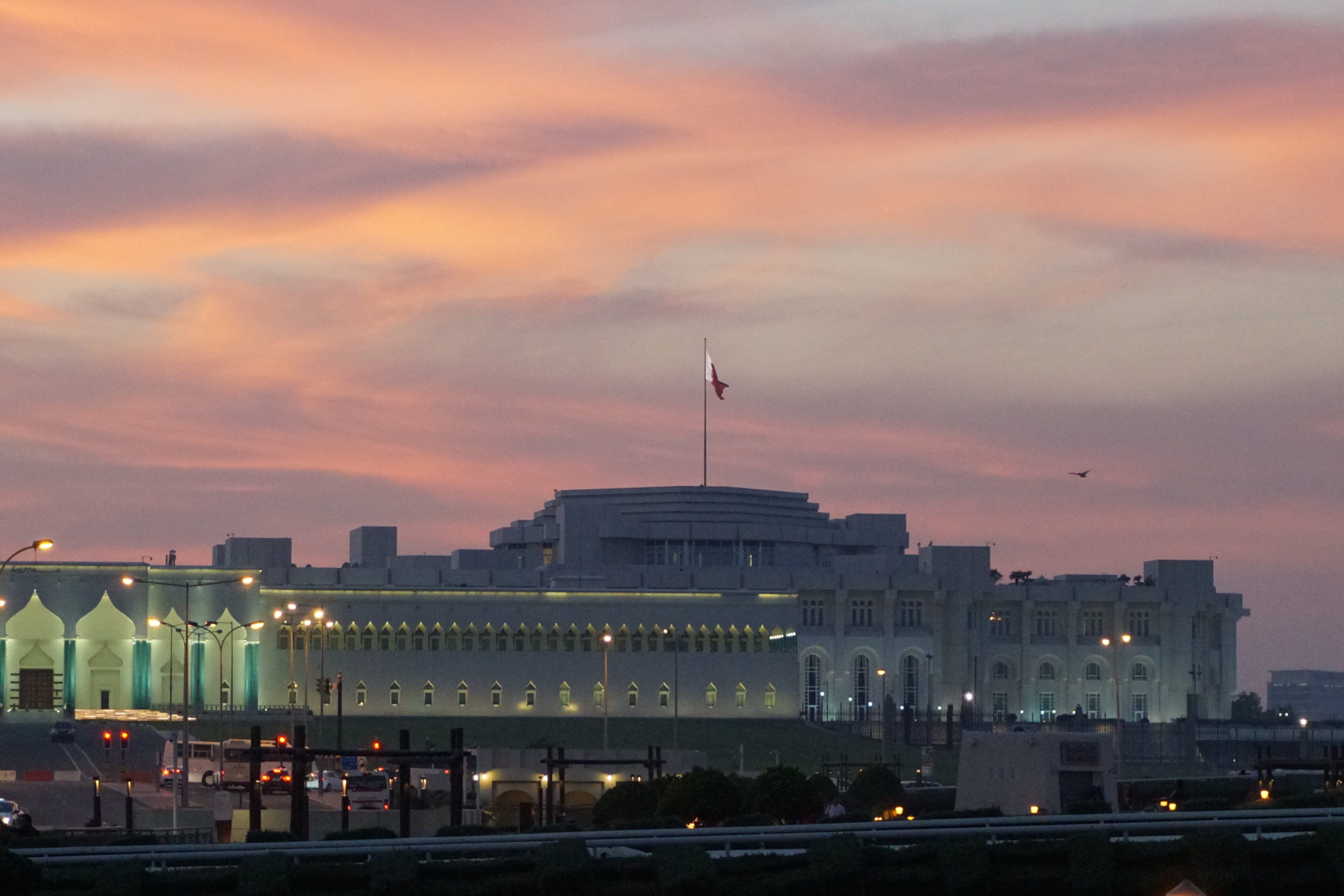
Der Amiri Diwan des Staates Katar ist das souveräne Organ und der Verwaltungssitz des Amirs. Er ist der offizielle Arbeitsplatz und das Büro des Amirs des Staates Katar

Am 29. April 2003 stimmten die Bürger Katars der ersten Verfassung seit der Unabhängigkeit vom Vereinigten Königreich mit einer Mehrheit von 98,39 % zu; diese trat 2005 in Kraft.
Katar ist ein Emirat (Erbmonarchie). Die Erbfolge ist verfassungsrechtlich patrilinear ausgestaltet und begrenzt auf die männlichen Nachkommen der wahhabitischen Großfamilie Al Thani (Art. 8 der Verfassung).
Staatsreligion ist der sunnitische Islam und laut Artikel 1 ist die Scharia die Hauptquelle der Gesetzgebung. Der Emir von Katar ist zugleich Staatsoberhaupt und oberster Inhaber der exekutiven und legislativen Gewalt; auch die Regierung ist ihm allein verantwortlich. Als Quelle der Staatsgewalt legt die Verfassung in Art. 59 zwar das Volk fest, ein Parlament oder politische Parteien existieren aber nicht. Die Beratende Versammlung (Madschlis asch-Schura) hat vor allem die Funktion, den Staatshaushalt zu billigen. Von den 45 Mitgliedern werden 15 durch den Emir ernannt. Laut Verfassung sollen weitere 30 Mitglieder vom Volke gewählt werden. Die Wahlen wurden mehrmals verschoben und fanden erstmals im Oktober 2021 statt. Die Wahlbeteiligung lag bei 44 %.
Das Land gliedert sich in fünf Regionen. Fünf Gerichte urteilen „im Namen des Emirs“, daneben gibt es Gerichte für religiöse Fragen.
Bürger Katars, Frauen wie Männer, wählen aus ihrer Mitte unter anderem auf kommunaler Ebene Gemeinderäte und Organe der Industrie- und Handelskammern. 1998 erhielten Frauen durch das Dekret Nummer 17 das aktive und passive Frauenwahlrecht auf kommunaler Ebene. Frauen übten bei der Wahl vom 8. März 1999 ihr Stimmrecht erstmals aus (Wahlen zum Doha Municipal Council). Für die Wahl vom 8. März 1999 zum Stadtrat von Doha gab es zwar sechs Kandidatinnen, aber keine erlangte einen Sitz. 2003 wurde Sheikha bint Yousef Hassan al-Jufairi die erste Frau, die in einem Golfstaat gewählt wurde, und zwar zu einem Mitglied des Stadtrats. Eine andere Quelle gibt jedoch an, bis zu den fünften derartigen Wahlen 2015 seien Frauen dort nicht vertreten gewesen, 2015 seien dann zwei Frauen gewählt worden.
Das Frauenwahlrecht auf nationaler Ebene zur Beratenden Versammlung wurde 2003 eingeführt. Bei den ersten Wahlen im Oktober 2021 kandidierten zwar auch Frauen, von denen jedoch keine gewählt wurde.
Die Gründung der Education City und die Fortentwicklung der Qatar University in Kooperation mit verschiedenen internationalen Universitäten werden von Beobachtern teils als aussichtsreicher Weg gesehen.
Nach seiner Abdankung am 25. Juni 2013 übertrug Scheich Hamad bin Chalifa die Amtsgeschäfte an seinen Sohn Tamim bin Hamad. Hamad bin Chalifa wurde damit der erste Regent eines arabischen Landes in der Golfregion, der die Macht freiwillig, ohne Blutvergießen „und bei klarem Bewusstsein“ abgab.

### Verwaltungsgliederung

Karte der Gemeinden in Katar

Die Verwaltungsgliederung Katars besteht seit 2014 aus acht Gemeinden (arab. baladiyya):
| Lage | Gemeinde         | Verwaltungs- sitz    | Bevölkerung Stand: 2015 | Fläche in km² | Einwohner pro km² |
| ---- | ---------------- | -------------------- | ----------------------- | ------------- | ----------------- |
|      | Doha             | Doha                 | 956.457                 | 234,0         | 4.087,0           |
|      | ar-Rayyan        | ar-Rayyan            | 605.712                 | 2.450,0       | 247,0             |
|      | al-Wakra         | al-Wakra             | 299.037                 | 2.578,0       | 116,0             |
|      | al-Chaur         | al-Chaur             | 202.031                 | 1.613,3       | 125,0             |
|      | asch-Schahaniyya | asch-Schahaniyya     | 187.571                 | 3.309,0       | 57,0              |
|      | Umm Salal        | Umm Salal            | 90.835                  | 318,0         | 286,0             |
|      | ad-Daʿayan       |                      | 43.176                  | 236,0         | 183,0             |
|      | asch-Schamal     | Madīnat asch-Schamāl | 7.975                   | 902,0         | 8,8               |

Die Gemeinden werden für statistische Zwecke weiter untergliedert in 98 Zonen (Stand 2015) und diese weiter in Blöcke. Doha und ar-Rayyan sind die größten Gemeinden in Katar. Der Gebietsanspruch um die im Westen gelegenen Hawar-Inseln war lange Zeit zwischen Katar und Bahrain umstritten. Am 16. März 2001 erfolgte ein Schiedsspruch des Internationalen Gerichtshofs in Den Haag, demzufolge diese Inseln Bahrain zugesprochen wurden.

### Politische Indizes
| Name des Index                     | Indexwert    | Weltweiter Rang | Interpretationshilfe | Jahr |
| ---------------------------------- | ------------ | --------------- | --- | ---- |
| Fragile States Index               | 39,8 von 120 | 149 von 179     | Stabilität des Landes: sehr stabil 0 = sehr nachhaltig / 120 = sehr alarmierend Rang: 1 = fragilstes Land / 179 = stabilstes Land | 2024 |
| Demokratieindex                    | 3,17 von 10  | 117 von 167     | Autoritäres Regime 0 = autoritäres Regime / 10 = vollständige Demokratie                                                          | 2024 |
| Freedom in the World Index         | 25 von 100   | —               | Freiheitsstatus: unfrei 0 = unfrei / 100 = frei                                                                                   | 2024 |
| Rangliste der Pressefreiheit       | 58,3 von 100 | 79 von 180      | Erkennbare Probleme für die Pressefreiheit 100 = gute Lage / 0 = sehr ernste Lage                                                 | 2025 |
| Korruptionswahrnehmungsindex (CPI) | 59 von 100   | 38 von 181      | 0 = sehr korrupt / 100 = sehr sauber                                                                                              | 2024 |

### Außenpolitik

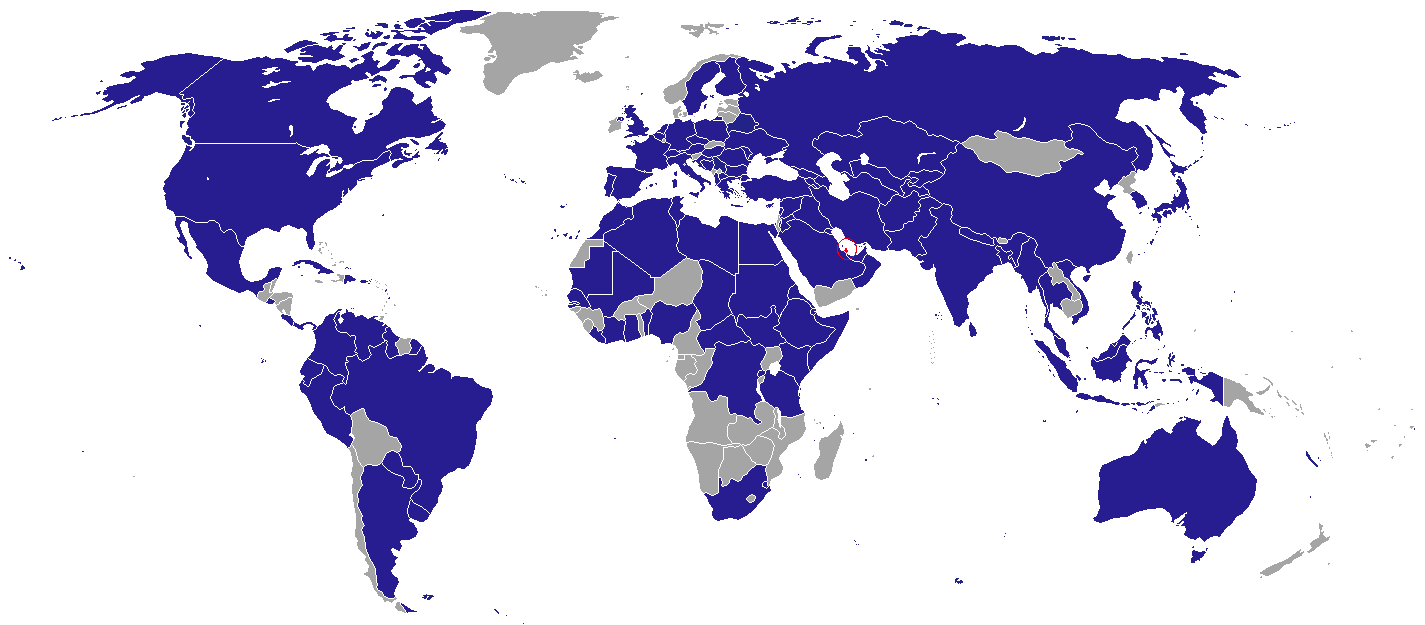
Länder mit diplomatischen Vertretungen aus Katar

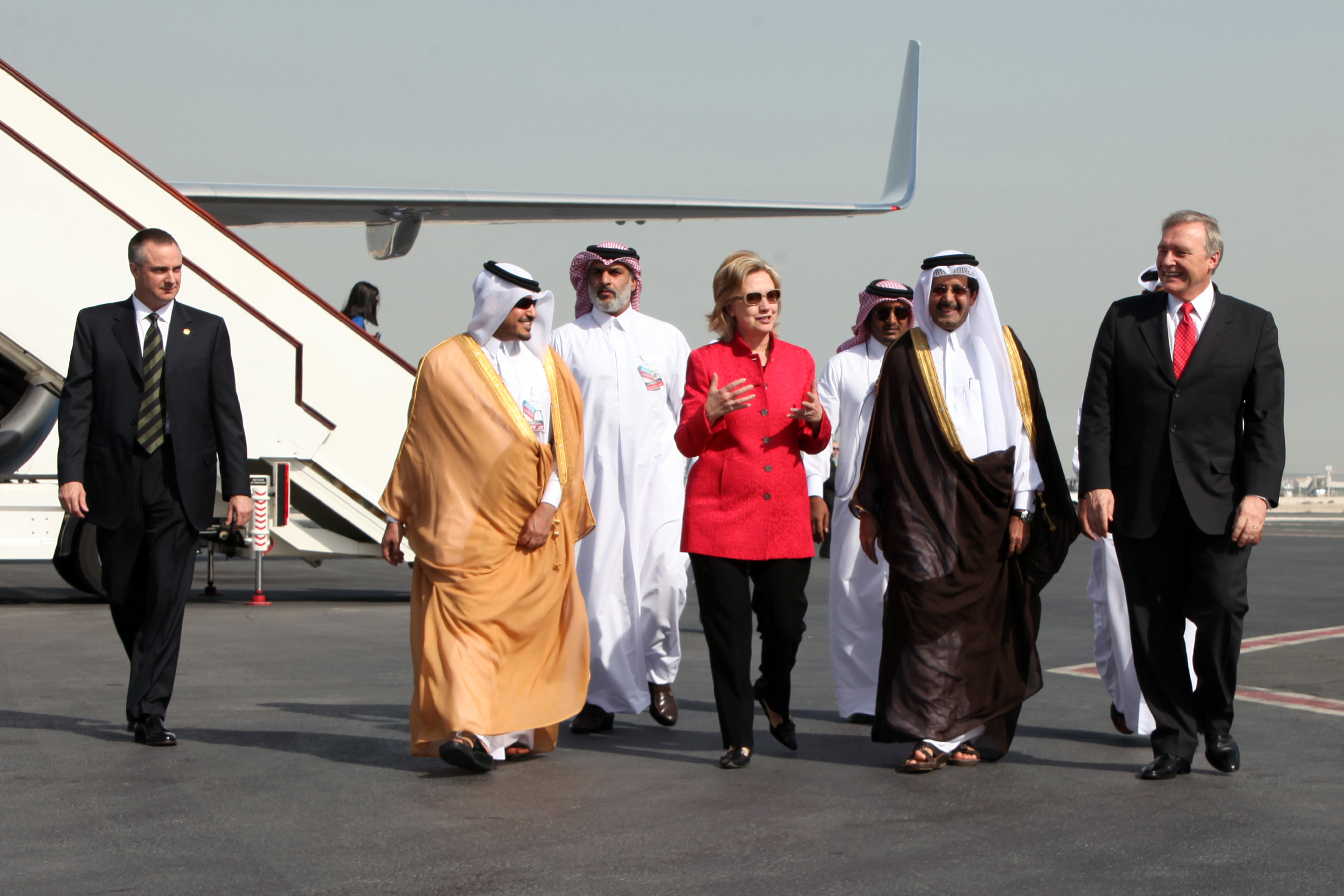
Hillary Clinton in Katar im Januar 2011

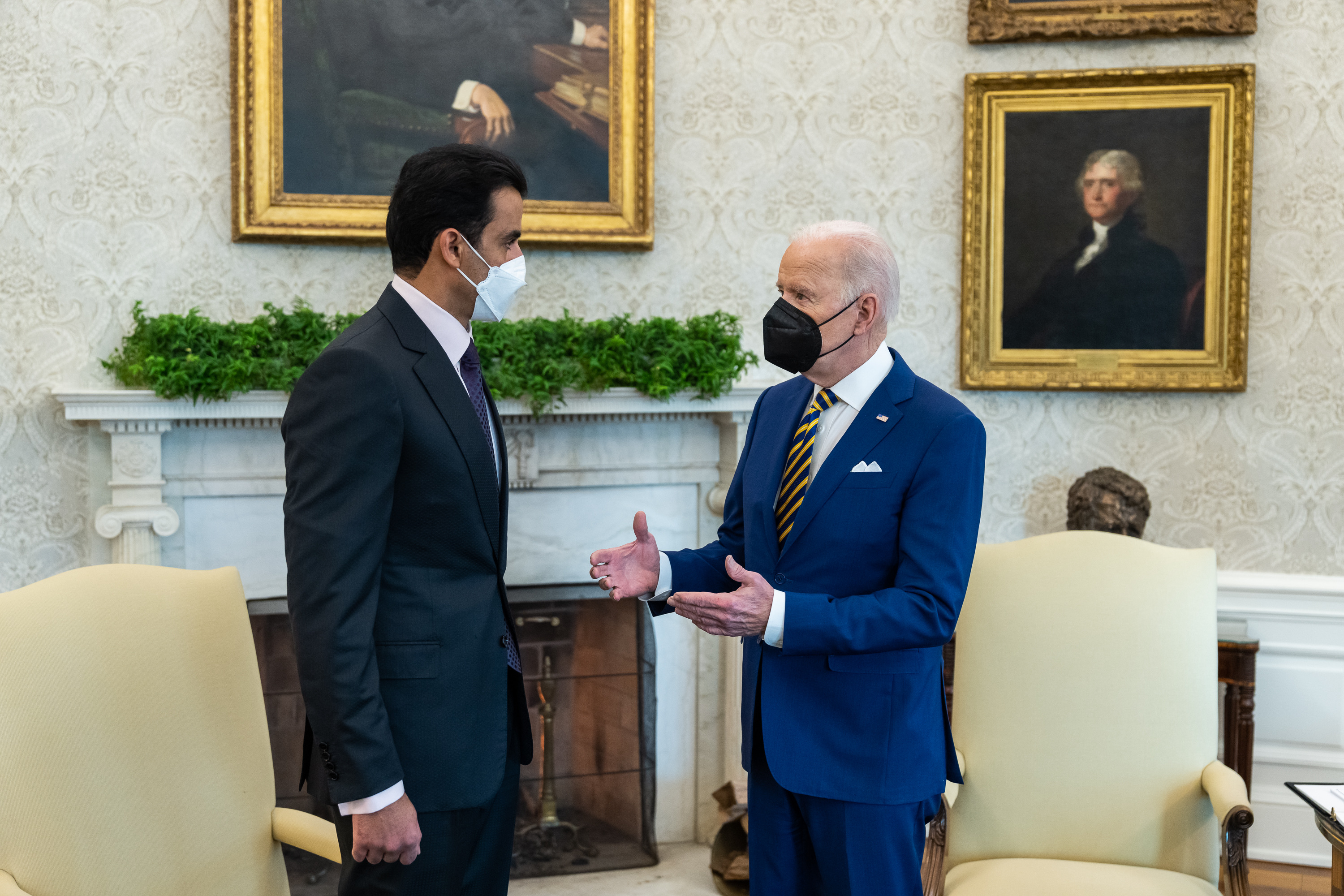
Emir Tamim bin Hamad Al Thani mit US-Präsident Joe Biden im Januar 2022.

Das Emirat Katar ist Mitglied der Vereinten Nationen (seit 21. September 1971), der Arabischen Liga, der IOZ, der OAPEC, der WTO und des Golf-Kooperationsrats. Das Land war bis 2019 auch Teil der OPEC.
Die zunehmend einflussreiche Rolle, die das Emirat mit seiner ehrgeizigen Außenpolitik unter den arabischen Staaten im Mittelmeerraum einnehmen will, wirft bei den Beobachtern Fragen über Ziele und Wege dieser Einflussnahme auf, vor allem im Hinblick auf die Entwicklung Libyens und Syriens sowie überhaupt des Islamismus. Vor allem tunesische Analytiker kritisieren den zunehmenden Einfluss Katars auf die tunesische Politik. Katar ist ein Land, das weltweit als Finanzier von Salafisten und Extremisten Sorgen macht.
Millionen von Dollar sollen von katarischen Privatpersonen an radikalislamische Terrorgruppen wie den Islamischen Staat, Al-Qaida und die Hisbollah geflossen sein. Die Vereinigten Staaten haben klargestellt, sie haben keine Beweise dafür, dass die Regierung von Katar den Islamischen Staat selbst finanziert, aber sie glauben, dass Privatpersonen in Katar helfen, diese und ähnliche Gruppen zu finanzieren und dass der Golfstaat nicht genug tue, um dies zu stoppen. Katar wurde auch oft international vorgeworfen, Terrorgruppen wie die Hamas und HTS direkt unterstützt zu haben.
Die Taliban aus Afghanistan bekundeten am 3. Januar 2012 die Absicht, in Katar ein Büro einzurichten. Das Nachrichtenmagazin Der Spiegel berichtete im Oktober 2012, dass sowohl die islamistische Hamas als auch die Taliban eigene diplomatische Vertretungen in Katar haben und das Land selbst ein diplomatisches Vertretungsbüro in Gaza unterhält. In diesem Jahr stieg Katar an die Spitze der finanziellen Unterstützer des Gazastreifens auf, noch vor den USA und der Europäischen Union. Mit einer halben Milliarde US-Dollar sollen die Verkehrsinfrastruktur ausgebaut und eine ganze Stadt errichtet werden. Katar finanziert außerdem Rebellen in anderen Mittelmeerländern, etwa in Syrien und früher in Libyen.
Katar ist das einzige Land, das im islamistisch beherrschten Norden Malis offiziell mit einer Nichtregierungsorganisation (NGO) permanent vertreten ist (Stand 2013). Im malischen Fernsehen sagte Mohammed Diko vom Hohen Islamischen Rat des Landes: „Wir müssen unser Verhältnis zu Katar völlig überdenken.“ Außerdem warfen die USA Katars Regierung vor, sie unterstütze die Al-Shabaab-Milizen in Somalia finanziell. Da Katar vorgeworfen wird, die islamistische Muslimbruderschaft zu unterstützen, zogen Saudi-Arabien, die Vereinigten Arabischen Emirate und Bahrain 2014 ihre Botschafter aus dem Land ab. Katars Unterstützung extremistischer salafistischer Gruppen in anderen Staaten führte zu massiven öffentlichen Protesten in Ägypten und Libyen, bei denen auch katarische Flaggen verbrannt wurden. Im September 2019 wurde ein Finanzierungsprogramm des Staates Katar bekannt, das auf die Stärkung der Einflussnahme des politischen Islams in ganz Europa mit der Finanzierung von 140 Moscheebauten, Kulturzentren und Schulen, die alle mit der Muslimbruderschaft zusammenhängen, abzielt. Nach Recherchen der ARD reichen die Verbindungen der Muslimbruderschaft bis in die Spitze des Staates Katar und die Herrscherfamilie Al-Thani hinein.
Dem Lande wird in Deutschland auch vorgeworfen, einer der wichtigsten Finanziers der Terrormiliz Islamischer Staat zu sein. Deutschlands damaliger Entwicklungsminister Gerd Müller (CSU) nannte im Juni 2017 in einem Interview im Zusammenhang mit der IS-Finanzierung das „Stichwort Katar“; in einem darauffolgenden Interview distanzierte sich Angela Merkel indirekt von diesem Vorwurf. Der CDU-Vizevorsitzende Thomas Strobl stellte indirekt die Eignung Katars als Großinvestor in Deutschland (Volkswagen, Deutsche Bahn, Deutsche Bank, Siemens) infrage. Katars Distanzierung von diesem Vorwurf wird allgemein für unglaubwürdig gehalten. Die grüne Bundestagsabgeordnete Katja Keul äußerte, Katar fördere in Ägypten, Mali, Syrien, Irak und Libyen islamistische und terroristische Organisationen. Katar weigere sich insbesondere, die Beteiligung eigener Staatsangehöriger an Kämpfen im Ausland sowie den Aufruf zur Teilnahme an solchen Kämpfen unter Strafe zu stellen und damit der UNO-Resolution 2170 nachzukommen. Anders als in Saudi-Arabien sei die Werbung für IS, die Rekrutierung von Kämpfern und die Unterstützung durch Spenden für Katarer bis heute ohne jede Konsequenz möglich. Ralf Stegner (SPD) nannte 2014 Katars Einfluss auf die Konflikte in der Region „nicht eben krisenentschärfend“.
Katar hat auch seit 2013 ein Taliban-Büro in Doha, offenbar auf Wunsch der US-Regierung, um die politische Aussöhnung zwischen den Taliban und den USA zu erleichtern. Nach dem Zusammenbruch der Islamischen Republik Afghanistan am 17. August 2021 flog die Luftwaffe von Katar den Vizechef der Taliban und Leiter des politischen Büros, Mullah Abdul Ghani Baradar, zurück nach Afghanistan. In Deutschland wurden danach wieder Rufe nach einem Boykott der Weltmeisterschaft 2022 laut.
Die in Katar ansässige Al Jazeera gilt als Instrument der Soft Power. Der Sender sympathisierte oft mit Organisationen wie der Muslimbruderschaft, mit der der Staat Katar verbündet ist.
Die Türkei gilt als einer der wichtigsten Verbündeten Katars, mit Verbindungen, die bis ins Osmanische Reich zurückreichen. Ein weiterer wichtiger Verbündeter sind die Vereinigten Staaten und 2022 wurde Katar in die Gruppe der Major non-NATO ally aufgenommen. Nach Angaben des Verteidigungsministers des Landes strebt Katar eine Vollmitgliedschaft in der NATO an. Deutschland hat in der Ära von Angela Merkel auch starke wirtschaftliche und militärische Beziehungen zu dem kleinen Golfstaat aufgebaut, trotz des Widerstands der Grünen.

### Menschenrechte
Katar ist seit 1971 Mitglied der Vereinten Nationen und ist im Jahr 2018 sowohl dem Internationalen Pakt über wirtschaftliche, soziale und kulturelle Rechte (UN-Sozialpakt) als auch dem Internationalen Pakt über bürgerliche und politische Rechte (UN-Zivilpakt) beigetreten. Hinsichtlich der Gleichberechtigung von Mann und Frau in Art. 3 des UN-Sozialpakts sowie hinsichtlich der eherechtlichen Bestimmungen in Art. 23 Abs. 4 des UN-Zivilpakts hat Katar jedoch Vorbehalte erklärt, soweit die Bestimmungen nicht mit der Scharia und der patrilinearen Erbfolge in Art. 8 der katarischen Verfassung vereinbar sind.
Katar hat sich in den Jahren 2010, 2014 und 2019 dem Universellen Staatenüberprüfungsverfahren (UPR) des Menschenrechtsrats der Vereinten Nationen unterworfen.
Deutschland hat zwar die angestoßene Überarbeitung der Arbeitsgesetze gewürdigt, aber auch empfohlen, aktiv gegen die Diskriminierung von Frauen vorzugehen, Vorbehalte zur Frauenrechtskonvention zurückzunehmen, die Meinungs- und Medienfreiheit zu achten und fundamentale internationale Menschenrechtsverträge wie den UN-Sozialpakt und den UN-Zivilpakt zu ratifizieren.

### Umweltschutz
Weltbank-Statistiken bezeichnen Katar als das Land mit dem weltweit bei weitem höchsten CO2-Ausstoß pro Kopf der Bevölkerung. Jeder Einwohner Katars verursachte 2011 pro Jahr durchschnittlich 31 Tonnen Kohlenstoffdioxid (CO2) (zum Vergleich: USA durchschnittlich 17,3 Tonnen, China durchschnittlich 7,2 Tonnen und Deutschland durchschnittlich 9,9 Tonnen CO2 pro Kopf und Jahr; die Gesamtemission Katars entsprach etwa der von Berlin und Hamburg zusammen bei etwa halb so viel Einwohnern). Das Emirat von Katar verfügt über reiche Vorkommen an Erdgas und Erdöl, dessen Verbrennung für die Globale Erwärmung mitverantwortlich ist. In Doha fand die UN-Klimakonferenz 2012 statt. Die UN-Klimakonferenz 2012 im Land mit dem weltweit höchsten CO2-Ausstoß pro Kopf illustriere augenscheinlich das erneute Scheitern der weltweiten Klimaschutz-Politik laut des „Emissions Gap Report 2012“ des UNO-Umweltschutzprogramms UNEP.

### Militär

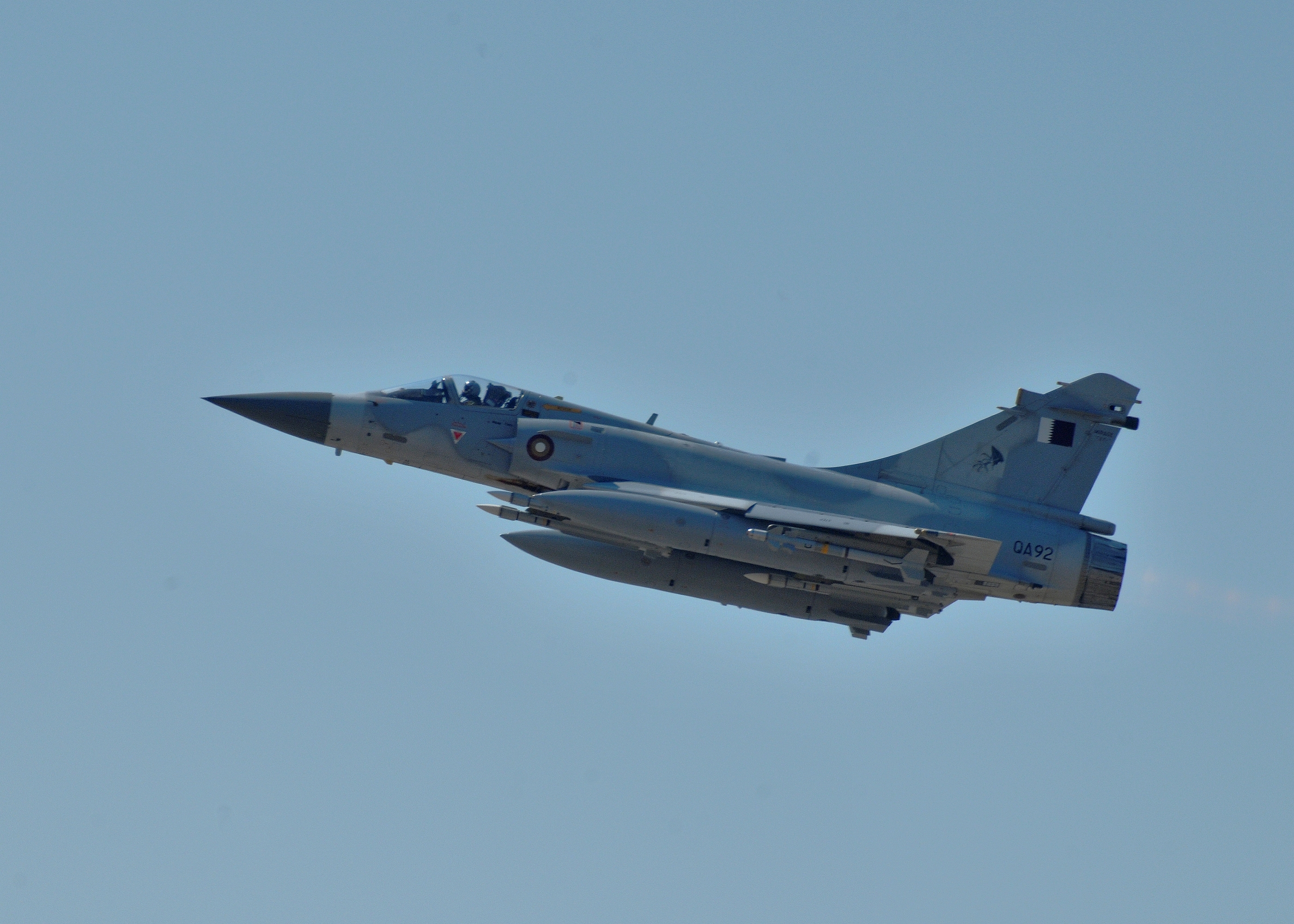
Eine Mirage 2000-5 der Luftstreitkräfte Katars während des internationalen Militäreinsatzes in Libyen 2011

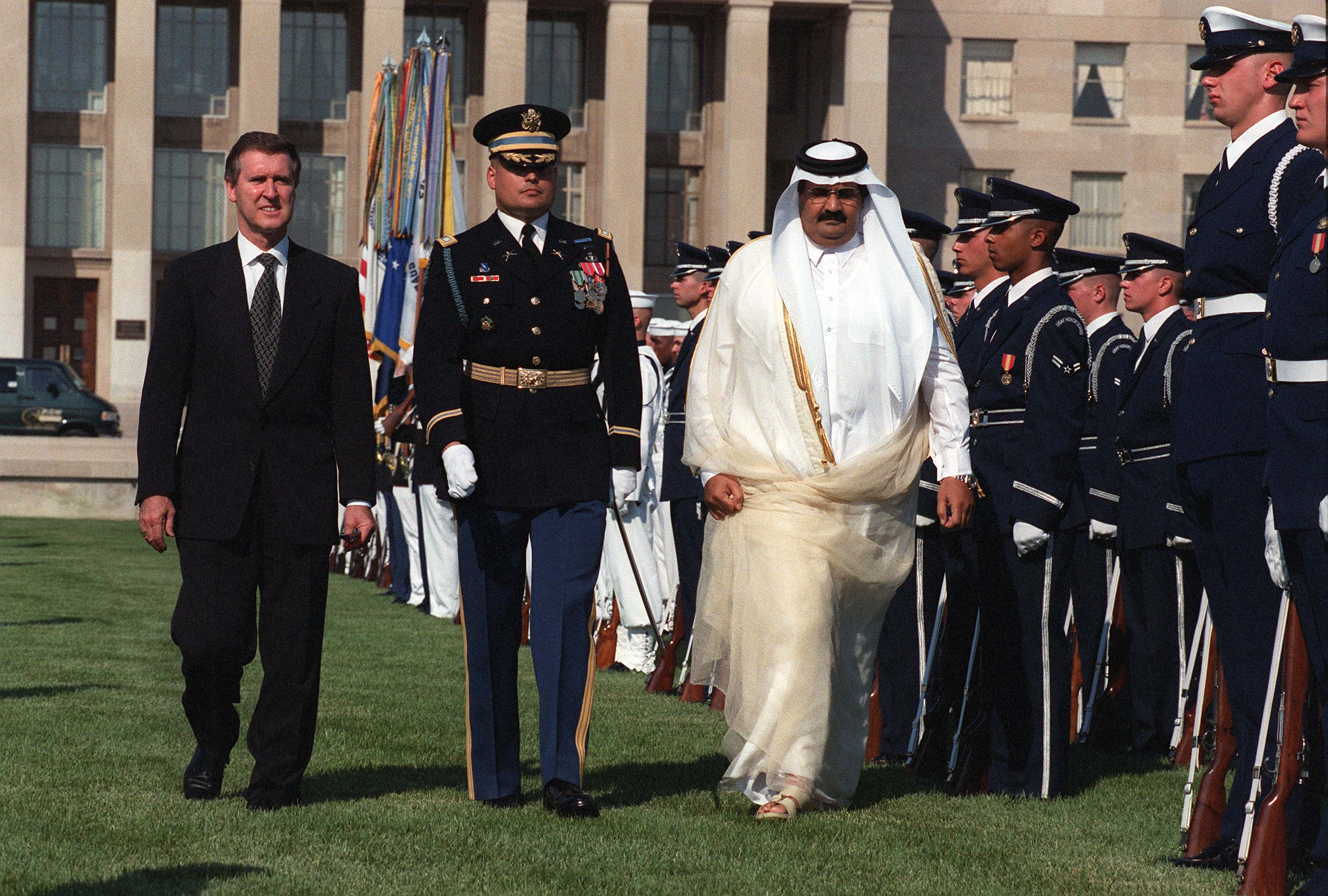
US-Verteidigungsminister William S. Cohen (links) mit Emir Hamad bin Khalifa Al-Thani von Katar vor dem Pentagon bei Treffen zur wechselseitigen militärischen Zusammenarbeit

Die Streitkräfte Katars (arabisch القوات المسلحة القطرية) bestehen aus Heer (12.000 Mann), Luftwaffe (2.000 Mann), Marine (2.500 Mann) und Paramilitär und Gendarmerie (5.000) (Stand: 2024). Als Reaktion auf zunehmende Spannungen mit den Nachbarländern und die Katar-Krise wurden die Streitkräfte in den vergangenen Jahren deutlich ausgebaut.
Nach Schätzungen der CIA gab das Land 2020 etwa 4,0 % seiner Wirtschaftsleistung für die Streitkräfte aus. Das entspricht einer Steigerung von knapp 30 % gegenüber 2016, als der Anteil noch 3,1 % betrug. Insgesamt betrugen die Verteidigungsausgaben 2021 rund 6,0 Mrd. US-Dollar.
Katar belegt mit 4,0 % laut CIA weltweit den 18. Platz beim Anteil der Militärausgaben an der Wirtschaftsleistung. Trotzdem sind die Aufwendungen im regionalen Vergleich eher unterdurchschnittlich. Mit Ausnahme des Irans (ca. 2,1 %) geben sämtliche Nachbarstaaten mehr für ihr Militär aus. So wendet zum Beispiel Saudi-Arabien etwa 7,8 % seiner Wirtschaftsleistung für die Armee auf. Gleichzeitig ist die katarische Wirtschaftsleistung erheblich niedriger als die des Irans, der Vereinigten Arabischen Emirate oder Saudi-Arabiens, so dass seine Militärausgaben auch im absoluten Vergleich zu diesen Ländern eher gering sind.
Katar importierte in den vergangenen Jahren zunehmend mehr Waffensysteme. Von 2016 bis 2020 war das Importvolumen fast fünfmal so hoch wie von 2011 bis 2014. Damit war das Land zwischen 2016 und 2020 für rund 4 % der weltweiten Waffenimporte verantwortlich und stand im globalen Vergleich auf Rang 8. Unter anderem importierte das Land bzw. importiert noch Kampfjets aus den USA, Großbritannien und Frankreich, mehrere hundert gepanzerte Fahrzeuge aus der Türkei, ballistische Kurzstreckenraketen aus China und Leopard-2-Panzer aus Deutschland.
Die Streitkräfte Katars beteiligten sich bis zur Katar-Krise 2017 an der Militärintervention im Jemen seit 2015 mit ca. 1.000 Soldaten und 10 Jagdflugzeugen.
Südwestlich von Doha befindet sich die Al Udeid Air Base, die größte US-Militärbasis im Nahen Osten mit rund 11.000 Soldaten. Großbritannien hat vier C-130 der Royal Air Force in Katar stationiert. Die USA betreiben daneben in Katar ein gemeinsames HBCT-Ausrüstungslager (APS) der Army, der Air Force, der Navy und der Marines. Die Basis ist außerdem Forward Headquarters, dient also im Krisenfall als vorgelagertes Hauptquartier für das United States Central Command.
Auch die Türkei unterhält seit 2016 eine Militärbasis in dem Land, die Kapazität für bis zu 3.000 Soldaten bietet. Der türkische Präsident Recep Tayyip Erdogan gab im November 2019 bekannt, dass der Bau einer neuen türkischen Militärbasis in Katar abgeschlossen sei.

## Wirtschaft
Das Entwicklungsprogramm der Vereinten Nationen zählt Katar zu den Ländern mit sehr hoher menschlicher Entwicklung. Seit seiner Gründung im Jahr 1981 ist Katar Mitglied im Golf-Kooperationsrat.
Die wichtigsten Einnahmequellen sind Erdgas (Katar besitzt rund 13 % der weltweit verfügbaren Gasvorkommen; 2016 lieferte es ein Drittel der gesamten Flüssiggasmenge weltweit), Erdöl, petrochemische Produkte (z. B. Düngemittel) und die bezahlte Bereitstellung von Truppenlagerplätzen und Ruhezonen für die US-Armee. 0,2 % des Bruttoinlandsproduktes wurden 2004 in der Landwirtschaft, 62,2 % in der Industrie und 37,6 % im Dienstleistungssektor erwirtschaftet. 2001 waren 2 % der Erwerbstätigen in der Landwirtschaft, 38 % in der Industrie und 60 % im Dienstleistungssektor beschäftigt. Die Inflation betrug in den Jahren 2011 bis 2015 durchschnittlich etwa 2,5 %. Katar gilt (Stand 2019) gemessen am kaufkraftbereinigten Bruttoinlandsprodukt pro Kopf als das viertreichste Land der Welt. Nach dem Korruptionswahrnehmungsindex von Transparency International lag Katar 2022 von 180 Ländern auf dem 40. Platz mit 58 von maximal 100 Punkten.
Die Arbeitslosenquote lag im Jahr 2022 bei 0,1 % und war damit eine der niedrigsten weltweit. Die Gesamtzahl der Beschäftigten wird für 2017 auf 1,9 Millionen geschätzt. 14,1 % der Arbeitskräfte sind Frauen (bei einem Frauenanteil von 24 % in der Bevölkerung und von 19 % im Alter zwischen 20 und 65).
Im Global Competitiveness Index, der die Wettbewerbsfähigkeit eines Landes misst, belegt Katar Platz 29 von 141 Ländern (Stand 2019). Der Index für wirtschaftliche Freiheit 2024 des Landes war der 28 höchste von 176 Ländern.
| Jahr                                    | 2010   | 2015   | 2016   | 2017   | 2018    | 2019    | 2020   | 2021    | 2022    | 2023    |
| --------------------------------------- | ------ | ------ | ------ | ------ | ------- | ------- | ------ | ------- | ------- | ------- |
| BIP in Mrd. USD (Kaufkraftparität)      | 164,5  | 242,5  | 252,3  | 252,9  | 284,0   | 283,7   | 229,5  | 292,7   | 326,6   | 342,4   |
| BIP pro Kopf in USD (Kaufkraftparität)  | 95.908 | 99.464 | 96.376 | 92.839 | 102.880 | 101.337 | 81.003 | 106.491 | 111.396 | 111.789 |
| BIP-Wachstum (real)                     | 17,7 % | 4,8 %  | 3,1 %  | −1,5 % | 1,2 %   | 0,7 %   | −3,6 % | 1,6 %   | 4,2 %   | 1,2 %   |
| Inflation (in Prozent)                  | −2,4 % | 0,9 %  | 2,7 %  | 0,6 %  | 0,1 %   | −0,9 %  | −2,5 % | 2,3 %   | 5,0 %   | 3,1 %   |
| Staatsverschuldung (in Prozent des BIP) | 30 %   | 36 %   | 47 %   | 52 %   | 52 %    | 62 %    | 73 %   | 58 %    | 43 %    | 43 %    |

### Qatar Investment Authority
Katar ist bestrebt, die Einnahmen aus dem Öl- und Gasgeschäft diversifiziert in internationalen Beteiligungen anzulegen. Hierfür wurde 2005 der Staatsfonds mit der Bezeichnung Qatar Investment Authority (QIA) gegründet, dessen Kapitalstock mehrere hundert Milliarden US-Dollar umfasst (Stand Februar 2025: 526 Mrd. US-Dollar). Das Volumen des Fonds übersteigt damit bereits die eigentliche Wirtschaftsleistung Katars.
Anfang Juni 2009 wurden z. B. Gespräche geführt, die zu einer Kapitalbeteiligung des Fonds an der Porsche AG geführt haben. Anfang Dezember 2010 wurde bekannt, dass sich die QIA um eine Beteiligung an der Hochtief AG bemüht, was der drohenden Übernahme durch den spanischen Baukonzern Grupo ACS entgegenwirken würde. Solche Beteiligungen sind sehr erwünscht, weil diese Fonds in der Regel nicht beabsichtigen, auf die operative Geschäftstätigkeit einzuwirken, sondern lediglich eine langfristige Kapitalanlage suchen. Ein Beispiel für eine solche Kapitalanlage ist eine fünfprozentige Beteiligung der QIA am französischen Umweltdienstleister Veolia Environnement. Die Beteiligung wurde im April 2010 gekauft.
Die zur QIA gehörende Qatar Holding hielt von Mitte 2009 bis Juni 2013 10 % der Stammaktien der Porsche Automobil Holding.
Am 8./9. Juni 2011 vereinbarte Katar mit Luxemburg eine strategische Partnerschaft, die sich als erstes auf die Sektoren Luftfahrt (Cargolux), Satellitendienstleistungen (SES Astra) und Banken richten sollte. Im Zuge der Umsetzung dieser Vereinbarung kaufte die Precision Capital S. A., in deren Verwaltungsrat Mitglieder der katarischen Herrscherfamilie sitzen, von der belgischen KBC Bankengruppe die Luxemburger Privatbankfiliale KBL European Private Bankers für 1,05 Milliarden Euro. Dieselbe Finanzgruppe übernahm die Luxemburger Dexia-Tochter Dexia-BIL, die zum Zeitpunkt der Transaktion mit 730 Millionen Euro bewertet wurde, wobei sich der Luxemburger Staat in Höhe von 10 % am Kapital beteiligte.
2016 erwarb die QIA einen Anteil an Rosneft. Im September 2017 betrug der Anteil noch 4,7 %, nachdem QIA zusammen mit Glencore einen Anteil von 14,2 % an die CEFC China Energy Company Ltd. verkauft hatten. Die Beteiligung an Hapag-Lloyd wird im August 2017 mit 14,4 % angegeben. An der Credit Suisse hält die QIA mit Stand 2019 5,21 %. Im Oktober 2022 wurde bekannt, dass die QIA über eine Pflichtwandelanleihe ihrer hundertprozentigen Tochterfirma Qatar Holding in Höhe von 2,43 Milliarden Euro an die RWE AG mit über 9 % Anteilen zu deren größtem Einzelaktionär aufsteigt.

### Landwirtschaft
Die Landwirtschaft kann trotz ehrgeiziger Regierungsprojekte die Inlandsnachfrage nur zu einem geringen Prozentsatz decken. Nur 0,3 % des Staatsgebiets sind als Ackerland ausgewiesen, das zudem künstlich bewässert werden muss. Hauptanbauprodukte sind Tomaten, Kürbisse, Getreide, Datteln, Gemüse und Zitrusfrüchte. Die einst rein nomadische Viehwirtschaft wurde durch den Aufbau von Viehfarmen umstrukturiert. Der Fischfang wird weiter ausgebaut.
2011 wurden 90 % der in Katar verzehrten Nahrungsmittel eingeführt. Das Qatar National Food Security Programme (QNFSP) unter Direktor Fahad al-Attaiyah soll die Versorgung sicherstellen. Mit einem Erlass des damaligen Thronfolgers und jetzigen Emirs Tamim bin Hamad Al Thani (Emiri Directive Nr. 45 von 2011) wurde eine Arbeitsgruppe eingesetzt, die für die Sicherstellung der Nahrungsmittelversorgung zuständig ist. Bis 2013 sollte ein Plan zur Sicherung der Nahrungsmittelversorgung erstellt werden, der zwischen 2013 und 2023 umgesetzt werden soll. Der Export von Nahrungsmitteln soll unterbunden werden.

### Perlen
Der Perlenhandel war seit der Dilmunkultur 3200 v. Chr., die auf Bahrain beheimatet war und Handelsbeziehungen bis nach Indien aufwies, die wichtigste Einnahmequelle Katars, bevor die Naturperlen durch billigere Zuchtperlen ersetzt wurden und viele Menschen dadurch ihre Existenzgrundlage verloren. Nach 1930 brach die Hochkonjunktur des Perlenhandels im Golf durch das Aufkommen japanischer Zuchtperlen weitgehend zusammen. Dies führte zu einer schweren Wirtschaftskrise, die viele Katarer zur Auswanderung zwang.

### Finanzmarkt
Qatar führt eine Wertpapierbörse unter dem Namen Qatar Stock Exchange, welche von der QIA und der NYSE Euronext mitgegründet wurde.

### Bodenschätze
Katar hat nach Russland und dem Iran mit einem Anteil von 15 % die weltweit drittgrößten konventionellen Erdgasreserven. Etwa 60 % des Bruttoinlandsprodukts werden heute noch mit den fossilen Naturschätzen Gas und Erdöl erwirtschaftet. Daneben verfügt Katar über abbauwürdige Kalkstein-, Kies-, Ton- und Gipsvorkommen.

#### Erdöl
Als 1938 erstmals Öl am Jabal Dhukan gefunden wurde, bot sich Katar die Chance einer neuen Einnahmequelle, um die Verluste durch den zusammengebrochenen Perlenhandel auszugleichen. Bereits ein Jahr danach begann die kommerzielle Förderung, aufgrund des Zweiten Weltkrieges verließ jedoch erst 1949 katarisches Öl das Land. In der Folge kam es zu einem Ölboom. 1961 trat Katar der OPEC bei. Katar wurde stark modernisiert und gleichsam aus dem Mittelalter direkt in die Neuzeit katapultiert, was mit einem gesellschaftlichen Umbruch einherging. Gastarbeiter kamen vor allem aus Pakistan, Sri Lanka, Nepal sowie von den Philippinen ins Land, bis heute insgesamt etwa 600.000 Menschen. Die Bevölkerung wuchs dadurch gewaltig und mittlerweile übersteigt die Zahl der Ausländer im Land die der Einheimischen bei weitem. 1972 übernahm der Staat die Ölgesellschaften. Katar war somit das erste kleine Erdölförderland am Golf, das über hundert Prozent seiner Vorkommen selbst verfügte. Steigende Ölpreise ließen auch Katar immer reicher werden und sorgten für ein sehr hohes Pro-Kopf-Einkommen. Die Gesamtölreserven werden auf mehr als 25 Milliarden Barrel geschätzt. Katar ist eines der Länder, die zusammen die sogenannte strategische Ellipse bilden.
Im November 2018 kündigte Katar an, die OPEC zu verlassen.

#### Erdgas
Der größte Reichtum Katars liegt im Erdgas. Unter dem Meeresgrund liegt das North Gas Field, das mit ca. 10,8 Billionen Kubikmeter-Reserven (10.800 km³) das größte Erdgasfeld der Erde ist. Katar besitzt nach Angaben von QatarPetrol ungefähr 25,5 Billionen Kubikmeter (25.500 km³) Erdgas.
Katar hat sich in den letzten Jahren eine weltweit führende Rolle in der Gasverarbeitung erarbeitet. Das Zentrum der Gasindustrie ist die im Norden gelegene Ras Laffan Industrial City. Dabei gibt es zwei Betriebe, die im Gasgeschäft vertreten sind. Durch die Inbetriebnahme einer Erdgas-Verflüssigungsanlage wird der wirtschaftliche Abtransport des Flüssigerdgases (LNG) ermöglicht. Die Hauptabnehmer sind die GCC-Staaten. Aufgrund steigender Nachfrage war das Emirat 2006 weltgrößter Flüssiggas-Exporteur. 2022 stand es nach den USA (41,4 Mio. t) und Australien (39,6 Mio. t) mit 38,5 Mio. t (20 % der weltweiten exportierten Menge) an dritter Stelle der Flüssiggasexporteure.

### Industrie

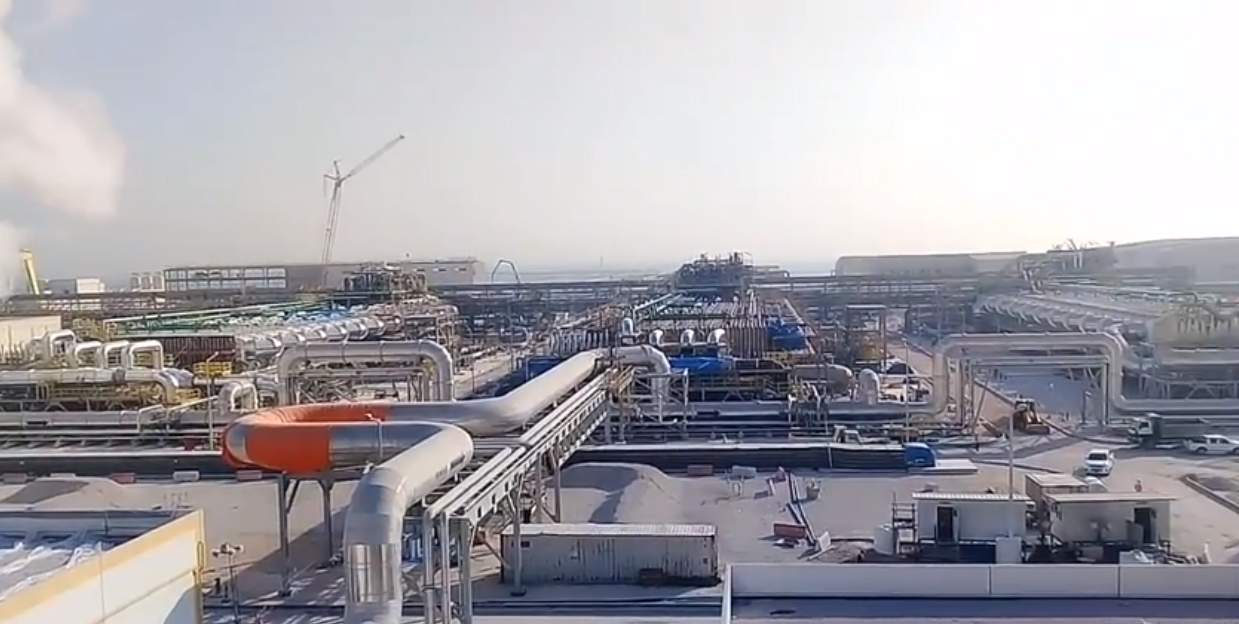
Infrastruktur in einem Industriegebiet südlich von Doha

Zu den Industriebetrieben zählen ein Stahlwerk, eine Düngemittelfabrik, eine petrochemische Anlage, eine Getreidemühle und Meerwasserentsalzungsanlagen, deren wichtigste Standorte Mesaid und Ras Laffan sind. In Katar befindet sich eines der größten Werke für Primäraluminium weltweit, das Qatalum, ein Joint Venture von Norsk Hydro und Qatar Petroleum. Die Jahresproduktionsmenge betrug im Oktober 2012 585.000 Tonnen. Katar plante 2012, eine eigene Solarzellenindustrie aufzubauen.

### Außenhandel
Bei den Importen lagen 2015 die USA mit 3,1 Mrd. US-Dollar, gefolgt von China mit 2,9 Mrd. Dollar, den Vereinigten Arabischen Emiraten mit 2,3 Mrd. US-Dollar, Deutschland mit 1,9 Mrd. US-Dollar und Japan mit 1,7 Mrd. US-Dollar vorne. Die größten Abnehmerländer waren Japan, Korea und Indien. Während sich die Importe von 28,5 Mrd. US-Dollar 2015 auf 31,9 Mrd. US-Dollar 2016 erhöhten, sanken die Exporte auf Grund des niedrigen Öl- und Gaspreises stark von 77,3 Mrd. US-Dollar 2015 auf 57,3 Mrd. US-Dollar 2016.
|          | 2017    | 2017     | 2018    | 2018     | 2019   | 2019    |
| Mrd. USD | gg. Vj. | Mrd. USD | gg. Vj. | Mrd. USD | gg.Vj. |         |
| -------- | ------- | -------- | ------- | -------- | ------ | ------- |
| Einfuhr  | 29,9    | −6,7 %   | 31,7    | +6,0 %   | 29,2   | −7,9 %  |
| Ausfuhr  | 67,5    | +17,8 %  | 84,9    | +25,8 %  | 72,9   | −14,1 % |
| Saldo    | +37,6   |          | +53,2   |          | +43,8  |         |

| Export (in Prozent) nach     | Export (in Prozent) nach | Import (in Prozent) von | Import (in Prozent) von |
| ---------------------------- | ------------------------ | ----------------------- | ----------------------- |
| Volksrepublik China          | 19,7                     | Vereinigte Staaten      | 15,9                    |
| Südkorea                     | 12,6                     | Volksrepublik China     | 14,5                    |
| Indien                       | 12,0                     | Italien                 | 6,4                     |
| Japan                        | 8,0                      | Indien                  | 5,6                     |
| Singapur                     | 7,2                      | Deutschland             | 5,6                     |
| Vereinigte Arabische Emirate | 4,3                      | Vereinigtes Königreich  | 3,3                     |
| Taiwan                       | 3,5                      | Japan                   | 3,1                     |
| sonstige Länder              | 32,7                     | sonstige Länder         | 45,6                    |

### Staatshaushalt
Der Staatshaushalt umfasste 2016 Ausgaben von umgerechnet 53,9 Mrd. US-Dollar, dem standen Einnahmen von umgerechnet 41,7 Mrd. US-Dollar gegenüber.
Die Staatsverschuldung betrug 2016 47,6 % des BIP.
2020 betrug der Anteil der Staatsausgaben (in % des BIP) folgender Bereiche:
- Gesundheit: 4,2 %
- Bildung: 3,2 %
- Militär: 4,0 % (2023)

## Infrastruktur

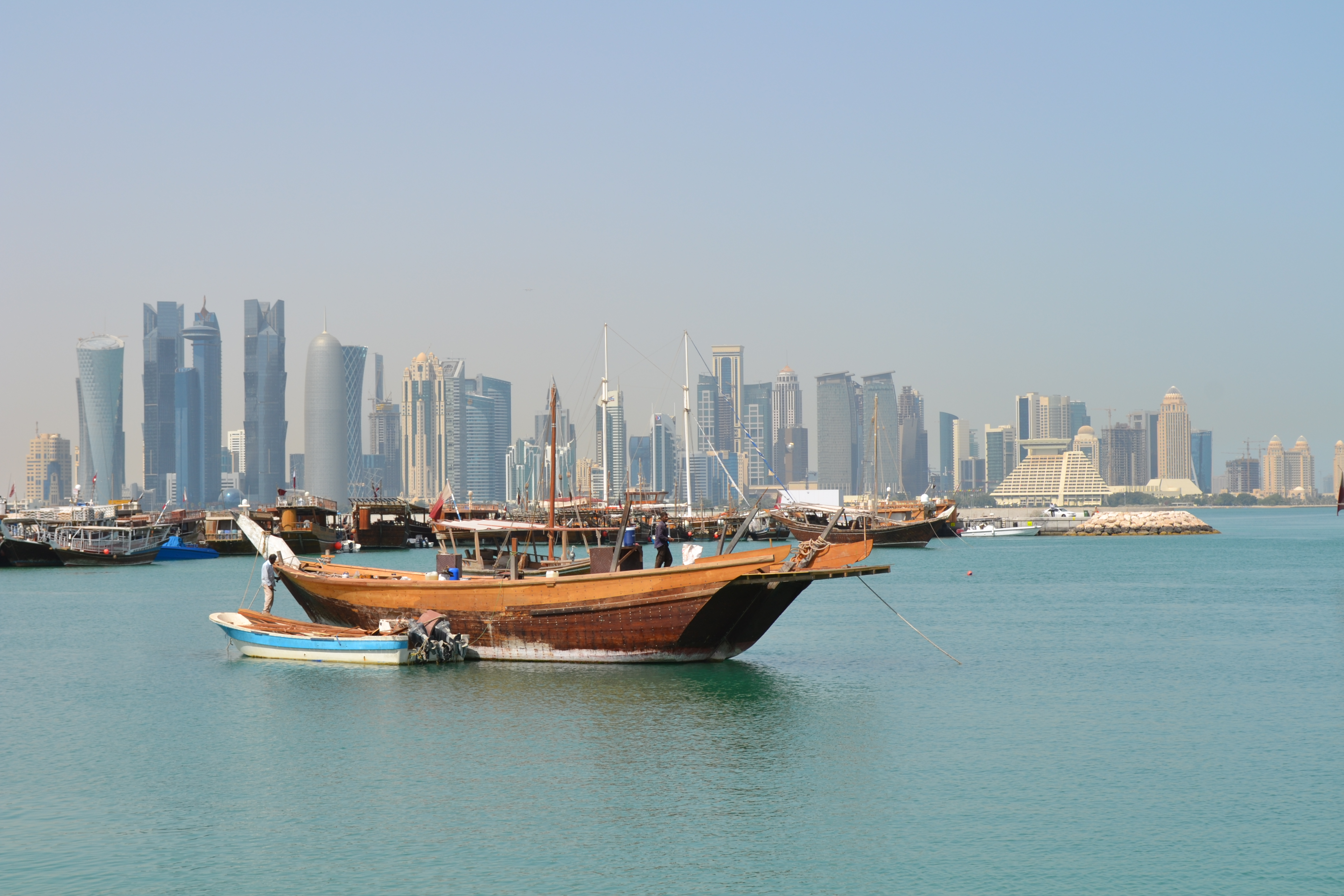
Boot vor der Skyline von Doha

### Verkehr

#### Straße
Das gut ausgebaute asphaltierte Straßennetz umfasst etwa 9800 Kilometer. Es bestehen Straßenverbindungen mit Saudi-Arabien.

#### Schiffhäfen
Die bedeutendsten Häfen sind Ras Laffan, wo neben Stückgut und Containern im Wesentlichen Gas umgeschlagen wird, und Umm Sa’id, wo Massengut und Stückgut sowie Öl umgeschlagen werden. Der Hafen der Hauptstadt Doha wird hauptsächlich von Dhaus angelaufen, die auf den traditionellen Routen des Persischen Golfes, jedoch auch bis Südindien verkehren. Eine neue kleine Hafenanlage in der Bucht von Doha ermöglicht auch hier den Umschlag von Stückgut und Containern. Die Häfen von al-Chaur (nördlich von Doha), al-Wakra (südlich von Doha) sowie Ar-Ruwais (an der Nordküste) sind im Wesentlichen Fischereihäfen mit geringem Küstenschifffahrtsverkehr.

#### Flughäfen
Der internationale Flughafen von Doha wird täglich von mehreren europäischen Hauptstädten aus angeflogen und beherbergt die Fluggesellschaft Qatar Airways. Der Tourismus ist volkswirtschaftlich bedeutungslos und wird von der Tourismusbehörde Katar verwaltet.
Zurzeit entstehen mehrere spektakuläre Bauprojekte, zum Beispiel eine 400 Hektar große künstliche Insel namens „The Pearl“. Diese künstliche Insel befindet sich 20 Kilometer nördlich des neuen internationalen Flughafens, des Hamad International Airport. Dieser im Frühjahr 2014 eröffnete Flughafen ist für die Landung des Airbus A380 ausgelegt und dient u. a. dazu, die Funktion Dohas als Drehscheibe internationaler Fluglinien weiter auszubauen.

#### Brücken
Zwei Brückenbauwerke sollen die Abhängigkeit von Saudi-Arabien verringern. Die Freundschaftsbrücke mit einer Länge von 45 Kilometern wird Katar mit Bahrain verbinden, das selbst mit einer Brücke mit dem saudi-arabischen Festland verbunden ist. Die zweite Brücke soll eine Verbindung zu den Vereinigten Arabischen Emiraten herstellen.

#### Schiene
DB International, eine Tochter der Deutschen Bahn AG, wurde im Jahr 2009 von Qatar Railways beauftragt, ein schienengebundenes Transportsystems für Güter- und Personenverkehr auf der Halbinsel zu entwickeln. Vorgesehen ist eine Anbindung Katars an das Schienennetz von Saudi-Arabien im Süden und eine Schnellstrecken-Verbindung über die westlich geplante Seebrücke nach Bahrain. In den dichter besiedelten Gebieten im Raum Doha soll es Erschließungen in die Fläche geben. Das integrierte System besteht aus rund 350 Kilometer Fernstrecken – auch mit Güterverkehr – und weiteren rund 300 Kilometern S-Bahn-Strecken (Light Rail System), davon 85 Kilometer Metro-Strecken zum Teil in Tunneln im engeren Ballungsraum Doha.
Im Dezember 2019 ging die „Blaue Linie“ der Straßenbahn in Doha in Betrieb, die aber Ende 2021 nicht fuhr. Am 11. November 2021 ging die „Gelbe Linie“ in Betrieb. Eine „Grüne Linie“ befindet sich im Bau. Die Straßenbahn soll, wenn alle drei Linien fertiggestellt sind, 24 Haltestellen haben. Die Bahn verkehrt ohne Oberleitung.
Am 1. Januar 2022 nahm der erste, 5,5 km lange Abschnitt der Stadtbahn von Lusail den Betrieb auf, der auch an die Doha Metro anbindet. Im Endausbau soll dieses Netz 34 km lang werden und 32 Haltestellen – davon sieben unterirdisch – aufweisen. Die oberirdischen Streckenabschnitte kommen ohne Oberleitung aus.

### Elektrizitäts- und Wasserversorgung
Strom und Wasser sind für katarische Staatsangehörige kostenlos. Für Industriekunden liegt der Strompreis bei 19 US-Dollar je MWh, für alle übrigen bei 22 US-Dollar je MWh. Die Preise liegen damit bei 1,9 bzw. 2,2 US-Cent je kWh (Stand: 2015). Der Pro-Kopf-Verbrauch bei Elektrizität ist in Katar einer der höchsten der Welt. Allerdings ging der jährliche Pro-Kopf-Verbrauch seit 2004 von 16.231 kWh auf 15.309 kWh im Jahr 2014 zurück. International liegt Katar damit an fünfter Stelle.
Das im Jahr 2000 gegründete staatliche Monopolunternehmen Qatar General Electricity & Water Corporation (KAHRAMAA) betreibt die Übertragungs- und Verteilnetze für Strom und Wasser. Die Produktion von Elektrizität und Wasser wurde im Zuge der Privatisierung 2002 an die Qatar Electricity & Water Company (QEWC) übertragen. Mit Stand 2014 beträgt der Anteil von QEWC an der gesamten Erzeugungskapazität in Katar bei Elektrizität 62 % und bei Wasser 79 %.

### Vision 2030
Katar hat 2008 ein mittelfristiges Entwicklungsprogramm für eine leistungsfähige Infrastruktur unter dem Motto Qatar National Vision 2030 aufgelegt. Mit einem geschätzten Aufwand von 50 Milliarden US-Dollar soll der Wüstenstaat zu einem der modernsten der Welt entwickelt werden. Planerisch konkretisiert wurden bereits folgende Projekte:
Ende 2009 erhielt die Deutsche Bahn den Auftrag, in Katar ein 325 Kilometer umfassendes Schienenverkehrsnetz für den Personen- und Güterverkehr aufzubauen. Dazu gehört eine für 350 km/h Höchstgeschwindigkeit trassierte 180 Kilometer lange Schnellfahrstrecke, die den Flughafen über Doha mit dem Nachbarland Bahrain verbindet. Auch eine 100 Kilometer lange Verbindungsstrecke nach Saudi-Arabien, die eine Höchstgeschwindigkeit von 200 km/h erlaubt, und ein 300 Kilometer langes regionales Stadtbahnnetz, unter anderem mit vier Linien in Doha, die Doha Metro, sollen errichtet werden.

## Kultur

### Sehenswürdigkeiten
Das Museum für Islamische Kunst, eröffnet 2008, sowie das Arabische Museum für moderne Kunst, eröffnet 2010, befinden sich in der Hauptstadt Doha bzw. in deren Peripherie. Diese zwei Museen zeigen Teile der internationalen Kunstsammlungen des Herrscherhauses. Andere einzigartige Sehenswürdigkeiten sind The Pearl, Souq Waqif, National Museum of Qatar, Qatar National Library, Mall of Qatar, Villaggio Mall, Katara und Banana Island. Katar hat hohe Geldbeträge in Projekte und Touristenattraktionen investiert, die im Zusammenhang mit der Fußball-Weltmeisterschaft gebaut wurden, darunter 45 Milliarden US-Dollar für Lusail.

### Medien
Der Nachrichtensender Al Jazeera hat seinen Sitz in Katar. An englischsprachigen Zeitungen werden The Peninsula, die Gulf Times, Qatar Tribune und die Khaleej Times aus Dubai gelesen. Zunehmend sind auch sozialkritische Artikel zu lesen, die insbesondere die Lage der nicht-katarischen Arbeiter behandeln.
Ende 2005 wurde berichtet, dass die monopolistische Qatar Telecom (Qtel, 2013 umbenannt in Ooredoo) im eigenen Datennetz Audio- und Videokommunikationsdienste wie MSN Messenger, Yahoo Messenger oder Google Talk sperrt, was von einer Sprecherin des Unternehmens auch bestätigt wurde. Besonders brisant ist dieses Vorgehen, da etwa 80 % der Einwohner Katars Ausländer sind (Gastarbeiter etc.), für die diese Art der Kommunikation als einzige bezahlbare gilt. Dies scheint jedoch teilweise wieder gelockert bzw. aufgehoben worden sein, da man zumindest über die Onlineplattform Skype ohne Einschränkung telefonieren und chatten kann.
Einige Internetseiten unterliegen der Zensur. Beim Aufruf mancher Seiten wird der Nutzer auf eine Seite der Qatar Telecom weitergeleitet. Dort findet man den Hinweis: „This Site has been blocked by Internet Qatar as the content contains materials which are prohibited in the State of Qatar.“ (dt.: Die Seite wurde von Internet Qatar blockiert, da der Inhalt Material umfasst, das im Staat Katar verboten ist.) Dies erfolgt unter anderem beim Aufruf von Seiten mit pornographischen bzw. sexuellen Inhalten, allerdings beispielsweise auch bei dem Aufruf der Yahoo-Gruppen und ähnlicher Gemeinschaften.
Die Nichtregierungsorganisation Reporter ohne Grenzen sieht in Katar erkennbare Probleme für die Pressefreiheit. Laut ihres Berichts ist die Rede von massiver Zensur, insbesondere bei systemkritischen Veröffentlichungen. Das 1979 verabschiedete Presserecht ist nie reformiert worden und derart flexibel gestaltet, dass die Regierung jederzeit die Verbote erweitern kann. Den Journalisten in Katar fehlt jegliche Gewerkschaft oder Interessenvertretung zu ihrer Unterstützung bei Streitigkeiten mit der Regierung.
Im März 2014 wurde bekannt, dass der katarische Satellit Es’hail-2 eine Amateurfunk-Relaisstation auf eine geostationäre Position bringen soll, ein gemeinsames Projekt der katarischen Amateurfunkvereinigung QARS, der Qatar Satellite Company und der deutschen Amateurfunksatellitenvereinigung AMSAT-DL. Zwei Transponder sollen ermöglichen, dass Funkamateure von Brasilien über Europa bis nach Indien miteinander Funkverbindungen aufbauen können. Der Start ist für 2018[veraltet] geplant, als Position ist 25,5 Grad Ost vorgesehen. Der Uplink wird im Bereich 2,400 bis 2,450 GHz und der Downlink im Bereich 10,450 bis 10,500 GHz innerhalb der jeweiligen Amateurfunkzuweisungen liegen.
Mehrere Radio- und Fernsehstationen sind über das Internet gut zu empfangen, so z. B. Broadcast Qatar. Der staatliche Qatar Broadcasting Service (QBS) überträgt sein Inlandsprogramm sowohl auf UKW als auch auf Mittelwelle. Bei guten Ausbreitungsbedingungen ist der Mittelwellensender auf 675 kHz abends und nachts auch in Europa zu empfangen. Englischsprachige Empfangsberichte werden von der Station mit QSL-Karten bestätigt.
2020 nutzten 99,7 % der Bevölkerung das Internet.

### Sport
Traditionelle Sportarten in Katar sind das Kamelrennen und die Falkenjagd.
Seit 1963 wird die nationale Fußballliga ausgespielt, die Qatar Stars League. Mit lukrativen Verträgen konnte man dafür im Laufe der Zeit zahlreiche ausländische Stars verpflichten, die ihre Karriere finanziell einträglich in der spielerisch weniger fordernden Liga ausklingen ließen. Zu diesen Spielern gehören unter anderem Mario Basler, Stefan Effenberg, Gabriel Batistuta, Marcel Desailly, Fernando Hierro, Hakan Yakin, Xavi und James Rodríguez.
Vor allem seit Beginn der 1990er-Jahre richtet Katar aber auch eine Vielzahl an Turnieren und Weltmeisterschaften verschiedenster Sportarten aus. Den Anfang machte das ATP-Turnier der Herren im Tennis, das seit 1993 Anfang Januar in Doha stattfindet. Von 2001 bis 2008 und seit 2011 wird außerdem das WTA-Turnier der Damen ausgetragen; von 2008 bis 2010 gastierten zudem die WTA Tour Championships im Land. Im Tischtennis finden – mit drei Ausnahmen – seit 1994 alljährlich in Doha die Qatar Open statt, die inzwischen zur höchsten Kategorie der ITTF World Tour gehören. Zudem war Katar Ausrichter der Tischtennisweltmeisterschaft 2004. Darüber hinaus war Doha viermal Austragungsort der Squash-Weltmeisterschaft der Herren sowie einmal der Damen; mit dem Qatar Classic findet jährlich ein Turnier der PSA World Series in Doha statt.
Special Olympics Katar wurde 1994 gegründet und nahm mehrmals an Special Olympics Weltspielen teil.
2004 veranstaltete Katar auf dem Losail International Circuit bei Doha erstmals Läufe zur Motorrad-Weltmeisterschaft sowie zur Superbike-Weltmeisterschaft; 2008 wurde dort das erste Nachtrennen der Motorrad-WM ausgetragen. Später entstand für diese Wettbewerbe nördlich von Doha das neue Motodrom. Im Radsport bildete die Katar-Rundfahrt von 2002 bis 2016 mit dem Auftaktrennen Doha International GP eine wichtige Station der Profis. Erik Zabel nutzte dieses Rennen gern für den Saisonbeginn, ebenso Tom Boonen und Alessandro Petacchi, zum Beispiel 2007.
2004 war mit dem Bau der Aspire Academy in Doha eine der weltweit größten Trainings- und Wettkampfstätten für Spitzensportler entstanden. Dort fanden sechs Jahre später die Leichtathletik-Hallenweltmeisterschaften 2010 statt. Bereits 2005 hatte Katar die Westasienspiele ausgerichtet und außerdem die Weltmeisterschaften im Gewichtheben 2005 sowie im Jahr darauf die Asienspiele 2006.
Im Dezember 2010 erhielt Katar schließlich die Erlaubnis, die Fußball-Weltmeisterschaft 2022 auszurichten, das Ereignis mit dem größten internationalen Interesse neben den Olympischen Spielen. Bereits im Folgejahr war man Gastgeber der Fußball-Asienmeisterschaft 2011, in den Jahren nach der Vergabe wurden aber auch Weltmeisterschaften anderer Sportarten ausgetragen. Im Schwimmsport veranstaltete man die Kurzbahnweltmeisterschaften 2014. Bei der Handball-Weltmeisterschaft der Männer 2015 war das Land nicht nur Gastgeber, sondern die heimische Mannschaft erreichte überraschend den zweiten Platz hinter Frankreich. Möglich war dies dank umfangreicher Investitionen vor allem in die Naturalisierung von erfahrenen Spielern aus anderen Ländern. Neben den Boxweltmeisterschaften 2015 und den UCI-Straßen-Weltmeisterschaften 2016 richtete Katar mit den Turn-Weltmeisterschaften 2018 und den Leichtathletik-Weltmeisterschaften 2019 zwei ebenfalls bedeutende sportliche Großereignisse aus. Man erntete jedoch internationale Kritik wegen des Zuschauermangels bei den Leichtathletik-Weltmeisterschaften.
Katar war 2021 erstmals Gastgeber eines Rennens der Formel 1. Das 20. Rennen der Weltmeisterschaft 2021 wurde zunächst als Ersatz für den Großen Preis von Australien ausgetragen; die Formel 1 kündigte gleichzeitig aber einen 10-Jahres-Vertrag an, wodurch das Land ab 2023 einen festen Platz mit jährlichen Rennen im Kalender einnimmt.
In Katar wurde vom 30. November bis zum 18. Dezember 2021 der FIFA-Arabien-Pokal 2021 ausgetragen, der als Generalprobe für die Fußball-Weltmeisterschaft 2022 diente.